# Torneo Invierno 2001 Primera División 'A'
El Torneo de Invierno 2001 representó la primera vuelta del ciclo futbolístico 2001-2002 de la Primera División A fue el decimoprimer torneo corto y decimotercera temporada del circuito de plata de fútbol en México. Se desarrolló del mes de julio hasta diciembre de 2001, con 19 jornadas de 10 encuentros cada una. Esta campaña fue de las primeras donde la Primera A sufrió un “manoseo” ya que hubo varios cambios de equipos, cambios de dueños por lo que fue perdiendo deportivismo y seriedad. Entre esos dueños ingreso Televisa con la propiedad neta de un equipo, cuando adquieren a Real San Luis para además usarlo como filial de América, con esta negociación la televisora volvió a poseer totalmente un club desde que lo hiciera en los 80 con el extinto Cobras de Querétaro, aunque parcialmente lo hizo con Halcones de Querétaro.
De Segunda División ascendieron dos equipos uno por vía deportiva siendo Águilas de Tampico que se renombró Tampico Madero para este campeonato volviendo después de 4 años de ausencia; el otro por expansión esto porque Atlante eludió su descenso mediante promoción, entonces su lugar fue ocupado mediante una promoción entre el último lugar del descenso y el subcampeón de ascenso que fue Potros Zitácuaro serie que ganaron para ascender. Durante el draft se oficializaron 6 movimientos de equipos que solicitaron cambio de nombre y sede mismos que se aprobaron. De los cuales Acapulco volvió a tener equipo de ascenso, Oaxaca, Chiapas y Zitácuaro por primera vez tuvieron un exponente de ascenso; en cambio los estados que se quedaron sin futbol de ascenso fueron Yucatán y Puebla que perdió además sus dos exponentes.
También hubo multipropiedad en demasía lo que restaría nivel de competencia: Grupo Pegaso que en esos años tenía un control de bastantes equipos en todas las divisiones, además de poseer a Atlante e Irapuato en la primera división tuvo en su poder en el ascenso a Veracruz, Oaxaca, Potros Guerrero y Potros Zitácuaro. Promotora Deportiva Mexicana: Gallos Blancos de Querétaro y Tampico Madero. Autofin de México: Toros Neza y Zacatepec. Entre esos cambios el más extraño fue el protagonizado por Femsa y Sinergia que tienen la propiedad de Monterrey y Tigres de Primera División cuando se intercambiaron sus filiales, Tigres adquirió a Coyotes de Saltillo y Monterrey compró a Tigres de Ciudad Juárez; con el intercambio reaparecieron los Tigrillos de Saltillo y las Cobras de Ciudad Juárez. Continuó el acuerdo de la promoción tanto entre el último lugar del porcentaje de Primera División y el segundo mejor equipo de la Primera División A con el pago previo de 5 millones de dólares para efectuarla en 2002; mientras el último lugar del cociente de la Primera División A se enfrentara al subcampeón de Segunda División.
En el torneo de liga ahora los Tiburones Rojos luego de años de fracasos fueron adquiridos por Grupo Pegaso que le reforzó con jugadores tanto de Atlante como de Potros Marte que tuvo un buen año pasado, aunque previamente Pegaso intento traspasar a Irapuato al puerto (de primera división) y llevarse a ese Veracruz a la ciudad del bajío, pero esta acción no se concretó de última hora. En cambio los tiburones tuvieron un buen torneo, en liguilla no fue sorprendente, ya que avanzó sus aduanas de cuartos y semifinal vía empates globales; en la final se enfrentó a San Luis que fue el equipo sorpresivo del torneo, tras empate a 2, los porteños culminaron la obra al ganar 2-0 el juego de vuelta para levantar el título en el puerto desde que lo hicieran en 1950 ganando la Primera División, y es que Veracruz desde entonces nunca había ganado otro título en cualquier división (y es el último título además), recordando que fue por promoción o traspaso de franquicia que el puerto tuvo fútbol de primera división en otros tiempos. Otros equipos que volvieron al protagonismo luego de pésimos años pasados fueron Zacatepec que como siempre no trascendió quedando fuera en la primera oportunidad; los gallos blancos del Querétaro devolvieron una liguilla al estadio Corregidora desde que el extinto equipo Cobras de Querétaro lo hicieran en 1985. El torneo en general fue inconsistente y muy irregular, la liguilla careció de buen nivel, hubo bastante especulación futbolística.

## Sistema de competición
Los 20 equipos participantes se dividieron en 4 grupos de 5 equipos, juegan todos contra todos a una sola ronda intercambiándose al contrario del torneo de invierno, por lo que cada equipo jugó 19 partidos; al finalizar la temporada regular de 20 jornadas califican a la liguilla los 2 primeros lugares de cada grupo y los 4 mejores ubicados en la tabla general califican al repechaje de donde salen los últimos 2 equipos para la Eliminación directa.
- Fase de calificación: es la fase regular de clasificación que se integra por las 20 jornadas del torneo de aquí salen los mejores 8 equipos para la siguiente fase.

- Fase final: se sacarán o calificarán los mejores 8 de la tabla general y se organizarán los cuartos de final con el siguiente orden: 1.º vs 8.º, 2.º vs 7.º, 3.º vs 6.º y 4.º vs 5.º, siguiendo así con semifinales, y por último la final, todos los partidos de la fase final serán de ida y vuelta.

### Fase de calificación
En la fase de calificación participaron 20 clubes de la Primera División A profesional jugando todos contra todos durante las 20 jornadas respectivas, a un solo partido. 
Se observará el sistema de puntos. La ubicación en la tabla general está sujeta a lo siguiente:
- Por juego ganado se obtendrán tres puntos.
- Por juego empatado se obtendrá un punto.
- Por juego perdido no se otorgan puntos.

El orden de los clubes al final de la Fase de Calificación del torneo corresponderá a la suma de los puntos obtenidos por cada uno de ellos y se presentará en forma descendente. Si al finalizar las 20 jornadas del torneo, dos o más clubes estuviesen empatados en puntos, su posición en la Tabla General será determinada atendiendo a los siguientes criterios de desempate:
1. Mejor diferencia entre los goles anotados y recibidos.
2. Mayor número de goles anotados.
3. Marcadores particulares entre los clubes empatados.
4. Mayor número de goles anotados como visitante.
5. Mejor ubicación en la Tabla General de Cocientes.
6. Tabla Fair Play.
7. Sorteo.

Participan por el título de Campeón de la Primera División 'A' en el Torneo Invierno 2001, automáticamente los primeros 4 lugares de cada grupo sin importar su ubicación en la tabla general calificaran, más los segundos mejores 4 lugares de cada grupo, si algún segundo lugar se ubicara bajo los primeros 8 lugares de la tabla general accederá a una fase de reclasificación contra un tercer o cuarto lugar ubicado entre los primeros ocho lugares de la tabla general. Tras la fase de reclasificación los equipos clasificados a cuartos de final por el título serán 8; estos se ordenarán según su posición general en la tabla, si alguno más bajo eliminara a uno más alto, los equipos se recorrerán según su lugar obtenido.

### Fase final
- Calificarán los mejores ocho equipos de la tabla general jugando cuartos de final en el siguiente orden de enfrentamiento, que será el mejor contra el peor equipo

clasificado:
- 1° vs 8°
- 2° vs 7°
- 3° vs 6°
- 4° vs 5°

- En semifinales participarán los cuatro clubes vencedores de cuartos de final, reubicándolos del uno al cuatro, de acuerdo a su mejor posición en la Tabla General de Clasificación al término de la jornada 21, enfrentándose 1° vs 4° y 2° vs 3°.

- Disputarán el título de Campeón del Torneo Invierno 2001 los dos clubes vencedores de la fase semifinal.

Todos los partidos de esta fase serán en formato de ida y vuelta, eligiendo siempre el club que haya quedado mejor ubicado en la Tabla General de Clasificación el horario de su partido como local.
Este torneo el club que ganara el título obtiene su derecho de ser necesario el juego de ascenso a Primera División Profesional; para que tal juego se pueda efectuar deberá haber un ganador distinto el Torneo de Invierno 2000, en caso de que el campeón vigente lograra ganar este campeonato, ascenderá automáticamente sin necesidad de jugar esta serie.
La serie extra de ascenso a Primera División se mantuvo vigente, el club elegido será aquel que consiga más puntos en torneo regular sumados entre el torneo de Invierno 2001 y Verano 2002; en caso de que el máximo ganador en puntos ascienda será elegido el inmediato seguidor, de lo contrario ese club gana su derecho de juego.

## Equipos participantes
En el Draft de la Primera A de 2001; se aprobaron 6 cambios de equipos con nombre y/o sede: Potros Marte se convirtió en Potros Guerrero con sede en Acapulco; Atlético Yucatán desapareció por Gallos Blancos de Querétaro con sede en Querétaro; Real San Sebastián desapareció por Atlético Chiapas con sede en Tuxtla Gutiérrez; Lobos UAP desapareció por Chapulineros de Oaxaca con sede en Oaxaca; Saltillo desapareció por Tigrillos de Saltillo conservando su sede; Tigres de Ciudad Juárez se convirtió en Cobras de Ciudad Juárez conservando su sede.
Los equipos que ascendieron de Segunda División fueron: Tampico-Madero y Potros Zitácuaro; no hubo equipo descendido de Primera División.
| Entidad Federativa | N.º | Equipos                          |
| ------------------ | --- | -------------------------------- |
| Estado de México   | 2   | Atlético Mexiquense y Toros Neza |
| Tamaulipas         | 2   | Correcaminos y Tampico Madero    |
| Estado de Durango  | 1   | Alacranes de Durango             |
| Jalisco            | 1   | Atlético Bachilleres             |
| Chiapas            | 1   | Atlético Chiapas                 |
| Chihuahua          | 1   | Cobras de Ciudad Juárez          |
| Estado de Hidalgo  | 1   | Cruz Azul Hidalgo                |
| Aguascalientes     | 1   | Aguascalientes                   |
| Querétaro          | 1   | Querétaro                        |
| Baja California    | 1   | Tijuana                          |
| Estado de Oaxaca   | 1   | Chapulineros de Oaxaca           |
| Estado de Guerrero | 1   | Potros Guerrero                  |
| Michoacán          | 1   | Potros Zitácuaro                 |
| San Luis Potosí    | 1   | San Luis Fútbol Club             |
| Estado de Coahuila | 1   | Tigrillos Saltillo               |
| Veracruz           | 1   | Veracruz                         |
| Morelos            | 1   | Zacatepec                        |
| Zacatecas          | 1   | Zacatecas                        |

## Información de los equipos
| Equipo                     | Entrenador              | Estadio                   | Capacidad | Ciudad                                | Patrocinador      | Kit          |
| -------------------------- | ----------------------- | ------------------------- | --------- | ------------------------------------- | ----------------- | ------------ |
| Aguascalientes             | Sergio Orduña           | Municipal                 | 10,000    | Aguascalientes                        | Cemento Monterrey | Marval       |
| Alacranes de Durango       | Sergio Orduña           | Francisco Zarco           | 15,000    | Durango                               | Serfin            | Atletica     |
| Atlético Chiapas           | Bandera de México       | Víctor Manuel Reyna       | 25,000    | Tuxtla Gutiérrez, Chiapas             |                   |              |
| Atlético Mexiquense        | Héctor Hugo Eugui       | Nemesio Díez              | 35,000    | Toluca, Estado de México              | Banamex           | Atletica     |
| Bachilleres                | Daniel Guzmán Castañeda | Jalisco                   | 56,700    | Guadalajara, Jalisco                  | Cerveza Corona    | Atletica     |
| Cobras de Ciudad Juárez    | José Treviño            | Olímpico Benito Juárez    | 22,000    | Ciudad Juárez, Chihuahua              | Bimbo             | Atletica     |
| Correcaminos               | José Luis Hernández     | Marte R. Gómez            | 18,943    | Ciudad Victoria, Tamaulipas           | Cerveza Sol       | Keuka        |
| Cruz Azul Hidalgo          | Juan de Dios Castillo   | 10 de diciembre           | 10,485    | Ciudad Cooperativa Cruz Azul, Hidalgo | Cemento Cruz Azul | Fila         |
| Nacional Tijuana           | Pablo Luna              | Cerro Colorado            | 12,789    | Tijuana, Baja California              | Allegro           | Atletica     |
| Oaxaca                     | José Guadalupe Cruz     | Benito Juárez             | 15,000    | Oaxaca de Juárez, Oaxaca              | Pegaso            | Garcis       |
| Potros Guerrero            | Bandera de México       | Unidad Deportiva Acapulco | 7,000     | Acapulco, Guerrero                    | Pegaso            | Garcis       |
| Potros Zitácuaro           | Miguel Ángel Gómez      | Ignacio López Rayón       | 7,000     | Zitácuaro, Michoacán                  | Pegaso            | Garcis       |
| Querétaro                  | Antonio Ascensio        | Corregidora               | 40,000    | Querétaro, Querétaro                  | Cerveza Sol       | Pirma        |
| Real San Luis              | Juan Antonio Luna       | Plan de San Luis          | 23,000    | San Luis Potosí, S.L.P.               | Coca Cola         | Atlética     |
| Real Sociedad de Zacatecas | Miguel Ángel Arrué      | Francisco Villa           | 28,000    | Zacatecas, Zacatecas                  | Lala              | Corona Sport |
| Tampico Madero             | José Luis Saldivar      | Tamaulipas                | 30,000    | Tampico Ciudad Madero                 | Cerveza Superior  | Atlética     |
| Tigrillos                  | Bandera de México       | Francisco I. Madero       | 15,575    | Saltillo, Coahuila                    | Cemento Monterrey | Atletica     |
| Toros Neza                 | Carlos Bracamontes      | Neza 86                   | 28,000    | Nezahualcóyotl, Estado de México      | Autofin           | Cruzeiro     |
| Veracruz                   | Pablo Centrone          | Luis "Pirata" Fuente      | 35,000    | Veracruz, Veracruz                    | Pegaso            | Garcis       |
| Zacatepec                  | Cristóbal Ortega        | Agustín Coruco Díaz       | 18,000    | Zacatepec, Morelos                    | Autofin           | Cruzeiro     |

## Torneo Regular
| Bachilleres       | 1-1 | Tampico Madero   | Jalisco                | 27 de julio | 20:30 |
| Real San Luis     | 3-3 | Toros Neza       | Plan de San Luis       | 27 de julio | 20:45 |
| Mexiquense        | 2-1 | Potros Guerrero  | Nemesio Díez           | 28 de julio | 12:00 |
| Cruz Azul Hidalgo | 2-0 | Nacional Tijuana | 10 de diciembre        | 28 de julio | 13:00 |
| Oaxaca            | 1-1 | RS Zacatecas     | Benito Juárez          | 28 de julio | 15:30 |
| Zacatepec         | 3-1 | Durango          | Agustín Coruco Díaz    | 28 de julio | 15:30 |
| Veracruz          | 2-0 | Aguascalientes   | Luis "Pirata" Fuente   | 28 de julio | 17:00 |
| Cobras            | 2-2 | Zitácuaro        | Olímpico Benito Juárez | 28 de julio | 19:00 |
| Correcaminos      | 3-2 | Atlético Chiapas | Marte R. Gómez         | 29 de julio | 12:00 |
| Tigrillos         | 0-0 | Querétaro        | Francisco I. Madero    | 29 de julio | 15:00 |

| Mexiquense       | 1-1 | Cobras            | Nemesio Díez        | 4 de agosto | 12:00 |
| Nacional Tijuana | 2-1 | Real San Luis     | Cerro Colorado      | 4 de agosto | 15:00 |
| Atlético Chiapas | 2-0 | Cruz Azul Hidalgo | Víctor Manuel Reyna | 4 de agosto | 15:30 |
| RS Zacatecas     | 2-1 | Correcaminos      | Francisco Villa     | 4 de agosto | 19:00 |
| Querétaro        | 2-5 | Veracruz          | Corregidora         | 5 de agosto | 12:00 |
| Toros Neza       | 1-2 | Tigrillos         | Neza 86             | 5 de agosto | 12:00 |
| Zitácuaro        | 2-1 | Zacatepec         | Ignacio López Rayón | 5 de agosto | 12:00 |
| Tampico Madero   | 2-0 | Oaxaca            | Tamaulipas          | 5 de agosto | 16:00 |
| Potros Guerrero  | 1-1 | Aguascalientes    | U.D. Acapulco       | 5 de agosto | 17:00 |
| Durango          | 1-0 | Bachilleres       | Francisco Zarco     | 5 de agosto | 17:00 |

| Bachilleres       | 1-1 | Zitácuaro        | Jalisco                | 10 de agosto | 20:30 |
| Real San Luis     | 2-0 | Atlético Chiapas | Plan de San Luis       | 10 de agosto | 20:45 |
| Oaxaca            | 1-1 | Durango          | Benito Juárez          | 11 de agosto | 15:30 |
| Zacatepec         | 2-2 | Mexiquense       | Agustín Coruco Díaz    | 11 de agosto | 15:30 |
| Aguascalientes    | 1-4 | Querétaro        | Municipal              | 11 de agosto | 17:00 |
| Veracruz          | 1-0 | Toros Neza       | Luis "Pirata" Fuente   | 11 de agosto | 17:00 |
| Cobras            | 1-1 | Potros Guerrero  | Olímpico Benito Juárez | 11 de agosto | 19:00 |
| Correcaminos      | 4-3 | Tampico Madero   | Marte R. Gómez         | 12 de agosto | 12:00 |
| Cruz Azul Hidalgo | 3-2 | RS Zacatecas     | 10 de diciembre        | 12 de agosto | 12:00 |
| Tigrillos         | 2-2 | Nacional Tijuana | Francisco I. Madero    | 12 de agosto | 15:00 |

| Nacional Tijuana | 1-0 | Veracruz          | Cerro Colorado         | 18 de agosto | 15:00 |
| Zitácuaro        | 1-1 | Oaxaca            | Ignacio López Rayón    | 18 de agosto | 15:00 |
| Atlético Chiapas | 3-0 | Tigrillos         | Víctor Manuel Reyna    | 18 de agosto | 15:30 |
| Potros Guerrero  | 1-4 | Querétaro         | U.D. Acapulco          | 18 de agosto | 17:00 |
| Cobras           | 0-3 | Zacatepec         | Olímpico Benito Juárez | 18 de agosto | 19:00 |
| RS Zacatecas     | 2-0 | Real San Luis     | Francisco Villa        | 18 de agosto | 19:00 |
| Durango          | 1-0 | Correcaminos      | Francisco Zarco        | 18 de agosto | 20:30 |
| Toros Neza       | 2-2 | Aguascalientes    | Neza 86                | 19 de agosto | 12:00 |
| Mexiquense       | 0-0 | Bachilleres       | Nemesio Díez           | 19 de agosto | 12:00 |
| Tampico Madero   | 1-1 | Cruz Azul Hidalgo | Tamaulipas             | 19 de agosto | 16:00 |

| Zacatepec         | 2-0 | Potros Guerrero  | Agustín Coruco Díaz  | 22 de agosto | 15:30 |
| Querétaro         | 3-0 | Toros Neza       | Corregidora          | 22 de agosto | 15:30 |
| Cruz Azul Hidalgo | 2-0 | Durango          | 10 de diciembre      | 22 de agosto | 15:30 |
| Oaxaca            | 2-1 | Mexiquense       | Benito Juárez        | 22 de agosto | 15:30 |
| Aguascalientes    | 2-1 | Nacional Tijuana | Municipal            | 22 de agosto | 16:00 |
| Veracruz          | 2-0 | Atlético Chiapas | Luis "Pirata" Fuente | 22 de agosto | 16:00 |
| Bachilleres       | 4-0 | Cobras           | Jalisco              | 22 de agosto | 20:30 |
| Correcaminos      | 1-0 | Zitácuaro        | Marte R. Gómez       | 22 de agosto | 20:30 |
| Real San Luis     | 3-0 | Tampico Madero   | Plan de San Luis     | 22 de agosto | 20:45 |
| Tigrillos         | 5-1 | RS Zacatecas     | Francisco I. Madero  | 23 de agosto | 15:00 |

| Mexiquense       | 2-0 | Correcaminos      | Nemesio Díez           | 25 de agosto | 12:00 |
| Nacional Tijuana | 3-0 | Querétaro         | Cerro Colorado         | 25 de agosto | 15:00 |
| Zacatepec        | 2-0 | Bachilleres       | Agustín Coruco Díaz    | 25 de agosto | 15:30 |
| Atlético Chiapas | 0-1 | Aguascalientes    | Víctor Manuel Reyna    | 25 de agosto | 15:30 |
| Cobras           | 1-0 | Oaxaca            | Olímpico Benito Juárez | 25 de agosto | 19:00 |
| RS Zacatecas     | 0-0 | Veracruz          | Francisco Villa        | 25 de agosto | 19:00 |
| Durango          | 2-1 | Real San Luis     | Francisco Zarco        | 25 de agosto | 20:30 |
| Zitácuaro        | 3-2 | Cruz Azul Hidalgo | Ignacio López Rayón    | 26 de agosto | 12:00 |
| Tampico Madero   | 1-2 | Tigrillos         | Tamaulipas             | 26 de agosto | 16:00 |
| Potros Guerrero  | 0-2 | Toros Neza        | U.D. Acapulco          | 26 de agosto | 20:00 |

| Bachilleres       | 2-1 | Potros Guerrero  | Jalisco              | 31 de agosto    | 20:30 |
| Real San Luis     | 1-2 | Zitácuaro        | Plan de San Luis     | 31 de agosto    | 20:45 |
| Cruz Azul Hidalgo | 1-1 | Mexiquense       | 10 de diciembre      | 1 de septiembre | 13:00 |
| Tigrillos         | 1-3 | Durango          | Francisco I. Madero  | 1 de septiembre | 15:00 |
| Oaxaca            | 2-2 | Zacatepec        | Benito Juárez        | 1 de septiembre | 15:30 |
| Querétaro         | 1-0 | Atlético Chiapas | Corregidora          | 1 de septiembre | 16:00 |
| Toros Neza        | 3-1 | Nacional Tijuana | Neza 86              | 1 de septiembre | 16:00 |
| Aguascalientes    | 3-1 | RS Zacatecas     | Municipal            | 1 de septiembre | 16:00 |
| Veracruz          | 3-1 | Tampico Madero   | Luis "Pirata" Fuente | 1 de septiembre | 17:00 |
| Correcaminos      | 2-1 | Cobras           | Marte R. Gómez       | 2 de septiembre | 12:00 |

| Bachilleres      | 2-2 | Oaxaca            | Jalisco                | 7 de septiembre | 20:30 |
| Mexiquense       | 3-4 | Real San Luis     | Nemesio Díez           | 8 de septiembre | 12:00 |
| Atlético Chiapas | 2-1 | Toros Neza        | Víctor Manuel Reyna    | 8 de septiembre | 15:30 |
| Zacatepec        | 1-0 | Correcaminos      | Agustín Coruco Díaz    | 8 de septiembre | 15:30 |
| Potros Guerrero  | 2-1 | Nacional Tijuana  | U.D. Acapulco          | 8 de septiembre | 17:00 |
| RS Zacatecas     | 2-3 | Querétaro         | Francisco Villa        | 8 de septiembre | 19:00 |
| Cobras           | 1-1 | Cruz Azul Hidalgo | Olímpico Benito Juárez | 8 de septiembre | 19:00 |
| Durango          | 1-1 | Veracruz          | Francisco Zarco        | 8 de septiembre | 20:30 |
| Zitácuaro        | 1-0 | Tigrillos         | Ignacio López Rayón    | 9 de septiembre | 12:00 |
| Tampico Madero   | 0-1 | Aguascalientes    | Tamaulipas             | 9 de septiembre | 16:00 |

| Real San Luis     | 1-0 | Cobras           | Plan de San Luis     | 14 de septiembre | 20:45 |
| Cruz Azul Hidalgo | 0-0 | Zacatepec        | 10 de diciembre      | 15 de septiembre | 13:00 |
| Nacional Tijuana  | 1-1 | Atlético Chiapas | Cerro Colorado       | 15 de septiembre | 15:00 |
| Oaxaca            | 4-0 | Potros Guerrero  | Benito Juárez        | 15 de septiembre | 15:30 |
| Querétaro         | 2-1 | Tampico Madero   | Corregidora          | 15 de septiembre | 15:30 |
| Toros Neza        | 1-2 | RS Zacatecas     | Neza 86              | 15 de septiembre | 16:00 |
| Aguascalientes    | 4-0 | Durango          | Municipal            | 15 de septiembre | 16:00 |
| Veracruz          | 1-0 | Zitácuaro        | Luis "Pirata" Fuente | 15 de septiembre | 17:00 |
| Correcaminos      | 3-2 | Bachilleres      | Marte R. Gómez       | 16 de septiembre | 12:00 |
| Tigrillos         | 5-2 | Mexiquense       | Francisco I. Madero  | 16 de septiembre | 15:00 |

| Mexiquense      | 1-1 | Veracruz          | Nemesio Díez           | 19 de septiembre | 12:00 |
| Zacatepec       | 3-0 | Real San Luis     | Agustín Coruco Díaz    | 19 de septiembre | 15:30 |
| Oaxaca          | 1-2 | Correcaminos      | Benito Juárez          | 19 de septiembre | 15:30 |
| Tampico Madero  | 0-1 | Toros Neza        | Tamaulipas             | 19 de septiembre | 16:00 |
| Zitácuaro       | 1-1 | Aguascalientes    | Ignacio López Rayón    | 19 de septiembre | 16:00 |
| Cobras          | 2-0 | Tigrillos         | Olímpico Benito Juárez | 19 de septiembre | 19:00 |
| Potros Guerrero | 3-2 | Atlético Chiapas  | U.D. Acapulco          | 19 de septiembre | 20:00 |
| RS Zacatecas    | 1-2 | Nacional Tijuana  | Francisco Villa        | 19 de septiembre | 20:00 |
| Bachilleres     | 8-0 | Cruz Azul Hidalgo | Jalisco                | 19 de septiembre | 20:30 |
| Durango         | 2-2 | Querétaro         | Francisco Zarco        | 19 de septiembre | 20:30 |

| Real San Luis     | 2-1 | Bachilleres     | Plan de San Luis     | 21 de septiembre | 20:45 |
| Nacional Tijuana  | 1-0 | Tampico Madero  | Cerro Colorado       | 22 de septiembre | 15:00 |
| Atlético Chiapas  | 4-2 | RS Zacatecas    | Víctor Manuel Reyna  | 22 de septiembre | 15:30 |
| Aguascalientes    | 2-0 | Mexiquense      | Municipal            | 22 de septiembre | 16:00 |
| Toros Neza        | 2-2 | Durango         | Neza 86              | 22 de septiembre | 16:00 |
| Veracruz          | 2-1 | Cobras          | Luis "Pirata" Fuente | 22 de septiembre | 17:00 |
| Querétaro         | 3-0 | Zitácuaro       | Corregidora          | 23 de septiembre | 12:00 |
| Correcaminos      | 1-1 | Potros Guerrero | Marte R. Gómez       | 23 de septiembre | 12:00 |
| Cruz Azul Hidalgo | 3-2 | Oaxaca          | 10 de diciembre      | 23 de septiembre | 12:00 |
| Tigrillos         | 3-2 | Zacatepec       | Francisco I. Madero  | 23 de septiembre | 15:00 |

| Bachilleres     | 3-3 | Tigrillos         | Jalisco                | 28 de septiembre | 20:30 |
| Mexiquense      | 2-0 | Querétaro         | Nemesio Díez           | 29 de septiembre | 15:00 |
| Zacatepec       | 1-0 | Veracruz          | Agustín Coruco Díaz    | 29 de septiembre | 15:00 |
| Oaxaca          | 2-3 | Real San Luis     | Benito Juárez          | 29 de septiembre | 15:30 |
| Cobras          | 0-1 | Aguascalientes    | Olímpico Benito Juárez | 29 de septiembre | 19:00 |
| Potros Guerrero | 0-0 | RS Zacatecas      | U.D. Acapulco          | 29 de septiembre | 20:00 |
| Durango         | 3-3 | Nacional Tijuana  | Francisco Zarco        | 29 de septiembre | 20:30 |
| Correcaminos    | 2-2 | Cruz Azul Hidalgo | Marte R. Gómez         | 30 de septiembre | 12:00 |
| Zitácuaro       | 3-1 | Toros Neza        | Ignacio López Rayón    | 30 de septiembre | 12:00 |
| Tampico Madero  | 5-2 | Atlético Chiapas  | Tamaulipas             | 30 de septiembre | 16:00 |

| Querétaro         | 0-0 | Cobras          | Corregidora          | 4 de octubre | 16:00 |
| Real San Luis     | 1-3 | Correcaminos    | Plan de San Luis     | 5 de octubre | 20:45 |
| Cruz Azul Hidalgo | 1-0 | Potros Guerrero | 10 de diciembre      | 6 de octubre | 13:00 |
| Nacional Tijuana  | 1-0 | Zitácuaro       | Cerro Colorado       | 6 de octubre | 15:00 |
| Atlético Chiapas  | 3-2 | Durango         | Víctor Manuel Reyna  | 6 de octubre | 15:30 |
| Aguascalientes    | 1-1 | Zacatepec       | Municipal            | 6 de octubre | 16:00 |
| Toros Neza        | 1-2 | Mexiquense      | Neza 86              | 6 de octubre | 16:00 |
| Veracruz          | 1-2 | Bachilleres     | Luis "Pirata" Fuente | 6 de octubre | 17:00 |
| RS Zacatecas      | 1-1 | Tampico Madero  | Francisco Villa      | 6 de octubre | 19:00 |
| Tigrillos         | 2-1 | Oaxaca          | Francisco I. Madero  | 7 de octubre | 15:00 |

| Bachilleres       | 0-0 | Aguascalientes   | Jalisco                | 11 de octubre | 20:30 |
| Cruz Azul Hidalgo | 1-1 | Real San Luis    | 10 de diciembre        | 13 de octubre | 13:00 |
| Mexiquense        | 1-0 | Nacional Tijuana | Nemesio Díez           | 13 de octubre | 15:00 |
| Zacatepec         | 1-2 | Querétaro        | Agustín Coruco Díaz    | 13 de octubre | 15:30 |
| Oaxaca            | 1-1 | Veracruz         | Benito Juárez          | 13 de octubre | 15:30 |
| Cobras            | 1-2 | Toros Neza       | Olímpico Benito Juárez | 13 de octubre | 17:00 |
| Durango           | 0-1 | RS Zacatecas     | Francisco Zarco        | 13 de octubre | 20:30 |
| Correcaminos      | 1-0 | Tigrillos        | Marte R. Gómez         | 14 de octubre | 12:00 |
| Zitácuaro         | 0-0 | Atlético Chiapas | Ignacio López Rayón    | 14 de octubre | 12:00 |
| Potros Guerrero   | 1-1 | Tampico Madero   | U.D. Acapulco          | 14 de octubre | 20:00 |

| Real San Luis    | 0-0 | Potros Guerrero   | Plan de San Luis     | 19 de octubre | 20:45 |
| Nacional Tijuana | 1-0 | Cobras            | Cerro Colorado       | 20 de octubre | 15:00 |
| Atlético Chiapas | 1-0 | Mexiquense        | Víctor Manuel Reyna  | 20 de octubre | 15:30 |
| Querétaro        | 2-1 | Bachilleres       | Corregidora          | 20 de octubre | 16:00 |
| Aguascalientes   | 3-1 | Oaxaca            | Municipal            | 20 de octubre | 16:00 |
| Toros Neza       | 1-1 | Zacatepec         | Neza 86              | 20 de octubre | 16:00 |
| Veracruz         | 0-2 | Correcaminos      | Luis "Pirata" Fuente | 20 de octubre | 17:00 |
| RS Zacatecas     | 0-1 | Zitácuaro         | Francisco Villa      | 20 de octubre | 19:00 |
| Tigrillos        | 1-3 | Cruz Azul Hidalgo | Francisco I. Madero  | 21 de octubre | 15:00 |
| Tampico Madero   | 1-0 | Durango           | Tamaulipas           | 21 de octubre | 16:00 |

| Bachilleres       | 2-2 | Toros Neza       | Jalisco                | 26 de octubre | 20:30 |
| Mexiquense        | 0-2 | RS Zacatecas     | Nemesio Díez           | 27 de octubre | 15:00 |
| Zacatepec         | 3-1 | Nacional Tijuana | Agustín Coruco Díaz    | 27 de octubre | 15:00 |
| Oaxaca            | 3-0 | Querétaro        | Benito Juárez          | 27 de octubre | 15:30 |
| Cobras            | 2-2 | Atlético Chiapas | Olímpico Benito Juárez | 27 de octubre | 19:00 |
| Real San Luis     | 2-1 | Tigrillos        | Plan de San Luis       | 27 de octubre | 20:45 |
| Cruz Azul Hidalgo | 1-1 | Veracruz         | 10 de diciembre        | 28 de octubre | 12:00 |
| Correcaminos      | 1-0 | Aguascalientes   | Marte R. Gómez         | 28 de octubre | 12:00 |
| Zitácuaro         | 0-2 | Tampico Madero   | Ignacio López Rayón    | 28 de octubre | 12:00 |
| Potros Guerrero   | 1-1 | Durango          | U.D. Acapulco          | 28 de octubre | 20:00 |

| Nacional Tijuana | 1-1 | Bachilleres       | Cerro Colorado       | 3 de noviembre | 15:00 |
| Toros Neza       | 1-0 | Oaxaca            | Neza 86              | 3 de noviembre | 15:00 |
| Atlético Chiapas | 0-0 | Zacatepec         | Víctor Manuel Reyna  | 3 de noviembre | 15:30 |
| Aguascalientes   | 0-2 | Cruz Azul Hidalgo | Municipal            | 3 de noviembre | 16:00 |
| Querétaro        | 2-1 | Correcaminos      | Corregidora          | 3 de noviembre | 16:00 |
| Veracruz         | 2-2 | Real San Luis     | Luis "Pirata" Fuente | 3 de noviembre | 17:00 |
| RS Zacatecas     | 4-1 | Cobras            | Francisco Villa      | 3 de noviembre | 19:00 |
| Durango          | 5-1 | Zitácuaro         | Francisco Zarco      | 3 de noviembre | 20:30 |
| Tampico Madero   | 0-2 | Mexiquense        | Tamaulipas           | 4 de noviembre | 15:30 |
| Potros Guerrero  | 2-2 | Tigrillos         | U.D. Acapulco        | 4 de noviembre | 20:00 |

| Bachilleres       | 1-2 | Atlético Chiapas | Jalisco                | 9 de noviembre  | 20:30 |
| Real San Luis     | 2-1 | Aguascalientes   | Plan de San Luis       | 9 de noviembre  | 20:45 |
| Cruz Azul Hidalgo | 1-1 | Querétaro        | 10 de diciembre        | 10 de noviembre | 13:00 |
| Correcaminos      | 3-1 | Toros Neza       | Marte R. Gómez         | 10 de noviembre | 14:00 |
| Zacatepec         | 2-1 | RS Zacatecas     | Agustín Coruco Díaz    | 10 de noviembre | 15:00 |
| Mexiquense        | 2-1 | Durango          | Nemesio Díez           | 10 de noviembre | 15:00 |
| Oaxaca            | 1-0 | Nacional Tijuana | Benito Juárez          | 10 de noviembre | 15:30 |
| Zitácuaro         | 1-0 | Potros Guerrero  | Ignacio López Rayón    | 10 de noviembre | 15:30 |
| Cobras            | 3-1 | Tampico Madero   | Olímpico Benito Juárez | 10 de noviembre | 17:00 |
| Tigrillos         | 0-1 | Veracruz         | Francisco I. Madero    | 11 de noviembre | 15:00 |

| Zitácuaro        | 0-0 | Mexiquense        | Ignacio López Rayón | 17 de noviembre | 15:00 |
| Toros Neza       | 2-1 | Cruz Azul Hidalgo | Neza 86             | 17 de noviembre | 15:00 |
| Tampico Madero   | 3-2 | Zacatepec         | Tamaulipas          | 17 de noviembre | 15:00 |
| Querétaro        | 2-1 | Real San Luis     | Corregidora         | 17 de noviembre | 15:00 |
| Nacional Tijuana | 3-1 | Correcaminos      | Cerro Colorado      | 17 de noviembre | 15:00 |
| RS Zacatecas     | 3-2 | Bachilleres       | Francisco Villa     | 17 de noviembre | 15:00 |
| Potros Guerrero  | 3-1 | Veracruz          | U.D. Acapulco       | 17 de noviembre | 15:00 |
| Atlético Chiapas | 2-2 | Oaxaca            | Víctor Manuel Reyna | 17 de noviembre | 15:00 |
| Aguascalientes   | 1-1 | Tigrillos         | Municipal           | 17 de noviembre | 15:00 |
| Durango          | 3-0 | Cobras            | Francisco Zarco     | 17 de noviembre | 15:00 |

## Grupos

### Grupo 1
| Pos. | Equipo           | Pts. | PJ | G | E | P | GF | GC | Dif. | Clasificación                   |
| ---- | ---------------- | ---- | -- | - | - | - | -- | -- | ---- | ------------------------------- |
| 1    | Zacatepec        | 33   | 19 | 9 | 6 | 4 | 32 | 19 | +13  | Cuartos de final de la liguilla |
| 2    | Veracruz (C)     | 30   | 19 | 8 | 6 | 5 | 25 | 19 | +6   | Cuartos de final de la liguilla |
| 3    | Nacional Tijuana | 28   | 19 | 8 | 4 | 7 | 25 | 24 | +1   | Reclasificación a liguilla      |
| 4    | Tigrillos        | 23   | 19 | 6 | 5 | 8 | 30 | 32 | −2   |                                 |
| 5    | Chapulineros     | 19   | 19 | 4 | 7 | 8 | 27 | 28 | −1   |                                 |

 Fuente: [cita requerida]

### Grupo 2
| Pos. | Equipo            | Pts. | PJ | G  | E | P | GF | GC | Dif. | Clasificación                   |
| ---- | ----------------- | ---- | -- | -- | - | - | -- | -- | ---- | ------------------------------- |
| 1    | Querétaro         | 37   | 19 | 11 | 4 | 4 | 33 | 25 | +8   | Cuartos de final de la liguilla |
| 2    | Cruz Azul Hidalgo | 29   | 19 | 7  | 8 | 4 | 27 | 28 | −1   | Cuartos de final de la liguilla |
| 3    | Atlético Chiapas  | 26   | 19 | 7  | 5 | 7 | 28 | 28 | 0    |                                 |
| 4    | Durango           | 24   | 19 | 6  | 6 | 7 | 29 | 29 | 0    |                                 |
| 5    | Acapulco          | 17   | 19 | 3  | 8 | 8 | 18 | 29 | −11  |                                 |

 Fuente: [cita requerida]

### Grupo 3
| Pos. | Equipo              | Pts. | PJ | G  | E | P  | GF | GC | Dif. | Clasificación                   |
| ---- | ------------------- | ---- | -- | -- | - | -- | -- | -- | ---- | ------------------------------- |
| 1    | Correcaminos UAT    | 35   | 19 | 11 | 2 | 6  | 31 | 25 | +6   | Cuartos de final de la liguilla |
| 2    | Atlético Mexiquense | 27   | 19 | 7  | 6 | 6  | 24 | 24 | 0    | Reclasificación a liguilla      |
| 3    | Toros Neza          | 23   | 19 | 6  | 5 | 8  | 27 | 31 | −4   |                                 |
| 4    | Tampico Madero      | 19   | 19 | 5  | 4 | 10 | 24 | 30 | −6   |                                 |
| 5    | Cobras              | 15   | 19 | 3  | 6 | 10 | 17 | 31 | −14  |                                 |

 Fuente: [cita requerida]

### Grupo 4
| Pos. | Equipo               | Pts. | PJ | G | E | P | GF | GC | Dif. | Clasificación                   |
| ---- | -------------------- | ---- | -- | - | - | - | -- | -- | ---- | ------------------------------- |
| 1    | Aguascalientes       | 30   | 19 | 8 | 6 | 5 | 25 | 20 | +5   | Cuartos de final de la liguilla |
| 2    | Real San Luis        | 27   | 19 | 8 | 4 | 7 | 30 | 30 | 0    | Cuartos de final de la liguilla |
| 3    | Potros Zitácuaro     | 27   | 19 | 7 | 6 | 6 | 19 | 23 | −4   |                                 |
| 4    | RS de Zacatecas      | 25   | 19 | 7 | 4 | 8 | 28 | 30 | −2   |                                 |
| 5    | Atlético Bachilleres | 20   | 19 | 4 | 8 | 7 | 33 | 27 | +6   |                                 |

 Fuente: [cita requerida]
Notas:
1. ↑  Real San Luis recibió una reducción de un punto por alineación indebida.

## Tabla general
| Pos. | Equipo               | Pts. | PJ | G  | E | P  | GF | GC | Dif. | Clasificación                   |
| ---- | -------------------- | ---- | -- | -- | - | -- | -- | -- | ---- | ------------------------------- |
| 1    | Querétaro            | 37   | 19 | 11 | 4 | 4  | 33 | 25 | +8   | Cuartos de final de la liguilla |
| 2    | Correcaminos UAT     | 35   | 19 | 11 | 2 | 6  | 31 | 25 | +6   | Cuartos de final de la liguilla |
| 3    | Zacatepec            | 33   | 19 | 9  | 6 | 4  | 32 | 19 | +13  | Cuartos de final de la liguilla |
| 4    | Veracruz (C)         | 30   | 19 | 8  | 6 | 5  | 25 | 19 | +6   | Cuartos de final de la liguilla |
| 5    | Aguascalientes       | 30   | 19 | 8  | 6 | 5  | 25 | 20 | +5   | Cuartos de final de la liguilla |
| 6    | Cruz Azul Hidalgo    | 29   | 19 | 7  | 8 | 4  | 27 | 28 | −1   | Cuartos de final de la liguilla |
| 7    | Nacional Tijuana     | 28   | 19 | 8  | 4 | 7  | 25 | 24 | +1   | Reclasificación a liguilla      |
| 8    | Real San Luis        | 27   | 19 | 8  | 4 | 7  | 30 | 30 | 0    | Cuartos de final de la liguilla |
| 9    | Atlético Mexiquense  | 27   | 19 | 7  | 6 | 6  | 24 | 24 | 0    | Reclasificación a liguilla      |
| 10   | Potros Zitácuaro     | 27   | 19 | 7  | 6 | 6  | 19 | 23 | −4   |                                 |
| 11   | Atlético Chiapas     | 26   | 19 | 7  | 5 | 7  | 28 | 28 | 0    |                                 |
| 12   | RS de Zacatecas      | 25   | 19 | 7  | 4 | 8  | 28 | 30 | −2   |                                 |
| 13   | Durango              | 24   | 19 | 6  | 6 | 7  | 29 | 29 | 0    |                                 |
| 14   | Tigrillos            | 23   | 19 | 6  | 5 | 8  | 30 | 32 | −2   |                                 |
| 15   | Toros Neza           | 23   | 19 | 6  | 5 | 8  | 27 | 31 | −4   |                                 |
| 16   | Atlético Bachilleres | 20   | 19 | 4  | 8 | 7  | 33 | 27 | +6   |                                 |
| 17   | Chapulineros         | 19   | 19 | 4  | 7 | 8  | 27 | 28 | −1   |                                 |
| 18   | Tampico Madero       | 19   | 19 | 5  | 4 | 10 | 24 | 30 | −6   |                                 |
| 19   | Acapulco             | 17   | 19 | 3  | 8 | 8  | 18 | 29 | −11  |                                 |
| 20   | Cobras               | 15   | 19 | 3  | 6 | 10 | 17 | 31 | −14  |                                 |

 Fuente: [cita requerida]
Notas:
1. ↑  Real San Luis recibió una reducción de un punto por alineación indebida.

## Tabla (Porcentual)
| 16                                                          | Tigrillos            | 112 | 95 | 1.1789 |
| 17                                                          | Alacranes de Durango | 111 | 95 | 1.1684 |
| 18                                                          | Atlético Bachilleres | 111 | 95 | 1.1684 |
| 19                                                          | Oaxaca               | 101 | 95 | 1.0632 |
| 20                                                          | Tampico Madero       | 19  | 19 | 1.0    |
| JJ – Juegos ganados; PTS – puntos totales; POR - Porcentaje |                      |     |    |        |

|  |  |
|  |  |

## Goleadores
| Nombre                 | Equipo         | Goles |
| ---------------------- | -------------- | ----- |
| Héctor Carlos Álvarez  | Tampico Madero | 16    |
| Héctor Giménez Silvera | Mexiquense     | 13    |
| Ariel González         | Querétaro      | 12    |
| Julio César Colman     | RS Zacatecas   | 12    |
| Pablo Bocco            | Zacatepec      | 11    |
| Laurenco Andrade       | Tigrillos      | 10    |
| Daniel Rossello        | Correcaminos   | 10    |
| José Luis del Valle    | Bachilleres    | 10    |
| Marcelo de Faria       | Real San Luis  | 10    |

| 21 de noviembre, 12:00 | Atlético Mexiquense | 3 - 0 | Nacional Tijuana                                            | Estadio Nemesio Diez, Toluca                                    |                                                                 |
|                        |                     |       | Gilberto Osuna 27' · Felipe Aguirre 52' · Fernando Mora 54' | Asistencia: 1,000 espectadores Árbitro(s): Manuel Glower Guerra | Asistencia: 1,000 espectadores Árbitro(s): Manuel Glower Guerra |

| 24 de noviembre 15:00                                                         | Nacional Tijuana                                                  | 3 - 0 | Atlético Mexiquense | Estadio Cerro Colorado, Tijuana                             |                                                             |
|                                                                               | Carlos Salcido 2' · Miguel Sabah 39' · Nahuel Martínez 63' (a.g.) |       |                     | Asistencia: 3,000 espectadores Árbitro(s): Germán Arredondo | Asistencia: 3,000 espectadores Árbitro(s): Germán Arredondo |
| Nacional Tijuana avanzó por su mejor ubicación 3-3 global a Cuartos de Final. |                                                                   |       |                     |                                                             |                                                             |

|  | Reclasificación                                                | Reclasificación                                                | Reclasificación                                                | Reclasificación                                                | Reclasificación                                                |   |   | Cuartos de final                                                       | Cuartos de final                                                       | Cuartos de final                                                       | Cuartos de final                                                       | Cuartos de final                                                       |   |   | Semifinales                                                          | Semifinales                                                          | Semifinales                                                          | Semifinales                                                          | Semifinales                                                          |   |  | Final                                                          | Final                                                          | Final                                                          | Final                                                          | Final                                                          |  |
|  | 21 de noviembre de 2001 (ida) 24 de noviembre de 2001 (vuelta) | 21 de noviembre de 2001 (ida) 24 de noviembre de 2001 (vuelta) | 21 de noviembre de 2001 (ida) 24 de noviembre de 2001 (vuelta) | 21 de noviembre de 2001 (ida) 24 de noviembre de 2001 (vuelta) | 21 de noviembre de 2001 (ida) 24 de noviembre de 2001 (vuelta) |   |   | 28 y 29 de noviembre de 2001 (ida) 1 y 2 de diciembre de 2001 (vuelta) | 28 y 29 de noviembre de 2001 (ida) 1 y 2 de diciembre de 2001 (vuelta) | 28 y 29 de noviembre de 2001 (ida) 1 y 2 de diciembre de 2001 (vuelta) | 28 y 29 de noviembre de 2001 (ida) 1 y 2 de diciembre de 2001 (vuelta) | 28 y 29 de noviembre de 2001 (ida) 1 y 2 de diciembre de 2001 (vuelta) |   |   | 5 y 6 de diciembre de 2001 (ida) 8 y 9 de diciembre de 2001 (vuelta) | 5 y 6 de diciembre de 2001 (ida) 8 y 9 de diciembre de 2001 (vuelta) | 5 y 6 de diciembre de 2001 (ida) 8 y 9 de diciembre de 2001 (vuelta) | 5 y 6 de diciembre de 2001 (ida) 8 y 9 de diciembre de 2001 (vuelta) | 5 y 6 de diciembre de 2001 (ida) 8 y 9 de diciembre de 2001 (vuelta) |   |  | 12 de diciembre de 2001 (ida) 15 de diciembre de 2001 (vuelta) | 12 de diciembre de 2001 (ida) 15 de diciembre de 2001 (vuelta) | 12 de diciembre de 2001 (ida) 15 de diciembre de 2001 (vuelta) | 12 de diciembre de 2001 (ida) 15 de diciembre de 2001 (vuelta) | 12 de diciembre de 2001 (ida) 15 de diciembre de 2001 (vuelta) |  |
|  |                                                                |                                                                |                                                                |                                                                |                                                                |   |   |                                                                        |                                                                        |                                                                        |                                                                        |                                                                        |   |   |                                                                      |                                                                      |                                                                      |                                                                      |                                                                      |   |  |                                                                |                                                                |                                                                |                                                                |                                                                |  |
|  |                                                                |                                                                |                                                                |                                                                |                                                                |   |   |                                                                        |                                                                        |                                                                        |                                                                        |                                                                        |   |   |                                                                      |                                                                      |                                                                      |                                                                      |                                                                      |   |  |                                                                |                                                                |                                                                |                                                                |                                                                |  |
|  |                                                                |                                                                |                                                                |                                                                |                                                                |   |   |                                                                        |                                                                        |                                                                        |                                                                        |                                                                        |   |   |                                                                      |                                                                      |                                                                      |                                                                      |                                                                      |   |  |                                                                |                                                                |                                                                |                                                                |                                                                |  |
|  |                                                                |                                                                |                                                                |                                                                |                                                                |   |   |                                                                        |                                                                        |                                                                        |                                                                        |                                                                        |   |   |                                                                      |                                                                      |                                                                      |                                                                      |                                                                      |   |  |                                                                |                                                                |                                                                |                                                                |                                                                |  |
|  |                                                                |                                                                |                                                                |                                                                |                                                                |   |   |                                                                        |                                                                        |                                                                        |                                                                        |                                                                        |   |   |                                                                      |                                                                      |                                                                      |                                                                      |                                                                      |   |  |                                                                |                                                                |                                                                |                                                                |                                                                |  |
|  |                                                                | 4                                                              | Veracruz (*)                                                   | 0                                                              | 3                                                              | 3 |   |                                                                        |                                                                        |                                                                        |                                                                        |                                                                        |   |   |                                                                      |                                                                      |                                                                      |                                                                      |                                                                      |   |  |                                                                |                                                                |                                                                |                                                                |                                                                |  |
|  |                                                                |                                                                |                                                                |                                                                |                                                                | 3 |   |                                                                        |                                                                        |                                                                        |                                                                        |                                                                        |   |   |                                                                      |                                                                      |                                                                      |                                                                      |                                                                      |   |  |                                                                |                                                                |                                                                |                                                                |                                                                |  |
|  |                                                                |                                                                | 5                                                              | Aguascalientes                                                 | 2                                                              | 1 | 3 |                                                                        |                                                                        |                                                                        |                                                                        |                                                                        |   |   |                                                                      |                                                                      |                                                                      |                                                                      |                                                                      |   |  |                                                                |                                                                |                                                                |                                                                |                                                                |  |
|  |                                                                |                                                                | 5                                                              | Aguascalientes                                                 | 2                                                              | 1 | 3 |                                                                        |                                                                        |                                                                        |                                                                        |                                                                        |   |   |                                                                      |                                                                      |                                                                      |                                                                      |                                                                      |   |  |                                                                |                                                                |                                                                |                                                                |                                                                |  |
|  |                                                                |                                                                |                                                                |                                                                |                                                                |   |   |                                                                        |                                                                        |                                                                        |                                                                        |                                                                        |   |   |                                                                      |                                                                      |                                                                      |                                                                      |                                                                      |   |  |                                                                |                                                                |                                                                |                                                                |                                                                |  |
|  |                                                                |                                                                |                                                                |                                                                |                                                                |   |   |                                                                        |                                                                        |                                                                        |                                                                        |                                                                        |   |   |                                                                      |                                                                      |                                                                      |                                                                      |                                                                      |   |  |                                                                |                                                                |                                                                |                                                                |                                                                |  |
|  |                                                                |                                                                |                                                                |                                                                |                                                                |   |   |                                                                        | 4                                                                      | Veracruz (*)                                                           | 1                                                                      | 1                                                                      | 2 |   |                                                                      |                                                                      |                                                                      |                                                                      |                                                                      |   |  |                                                                |                                                                |                                                                |                                                                |                                                                |  |
|  |                                                                |                                                                |                                                                |                                                                |                                                                |   |   |                                                                        |                                                                        |                                                                        |                                                                        |                                                                        | 2 |   |                                                                      |                                                                      |                                                                      |                                                                      |                                                                      |   |  |                                                                |                                                                |                                                                |                                                                |                                                                |  |
|  |                                                                |                                                                | 6                                                              | Cruz Azul Hidalgo                                              | 2                                                              | 0 | 2 |                                                                        |                                                                        |                                                                        |                                                                        |                                                                        |   |   |                                                                      |                                                                      |                                                                      |                                                                      |                                                                      |   |  |                                                                |                                                                |                                                                |                                                                |                                                                |  |
|  |                                                                |                                                                | 6                                                              | Cruz Azul Hidalgo                                              | 2                                                              | 0 | 2 |                                                                        |                                                                        |                                                                        |                                                                        |                                                                        |   |   |                                                                      |                                                                      |                                                                      |                                                                      |                                                                      |   |  |                                                                |                                                                |                                                                |                                                                |                                                                |  |
|  |                                                                |                                                                |                                                                |                                                                |                                                                |   |   |                                                                        |                                                                        |                                                                        |                                                                        |                                                                        |   |   |                                                                      |                                                                      |                                                                      |                                                                      |                                                                      |   |  |                                                                |                                                                |                                                                |                                                                |                                                                |  |
|  |                                                                |                                                                |                                                                |                                                                |                                                                |   |   |                                                                        |                                                                        |                                                                        |                                                                        |                                                                        |   |   |                                                                      |                                                                      |                                                                      |                                                                      |                                                                      |   |  |                                                                |                                                                |                                                                |                                                                |                                                                |  |
|  |                                                                | 3                                                              | Zacatepec                                                      | 0                                                              | 1                                                              | 1 |   |                                                                        |                                                                        |                                                                        |                                                                        |                                                                        |   |   |                                                                      |                                                                      |                                                                      |                                                                      |                                                                      |   |  |                                                                |                                                                |                                                                |                                                                |                                                                |  |
|  |                                                                |                                                                |                                                                |                                                                |                                                                | 1 |   |                                                                        |                                                                        |                                                                        |                                                                        |                                                                        |   |   |                                                                      |                                                                      |                                                                      |                                                                      |                                                                      |   |  |                                                                |                                                                |                                                                |                                                                |                                                                |  |
|  |                                                                |                                                                | 6                                                              | Cruz Azul Hidalgo                                              | 1                                                              | 1 | 2 |                                                                        |                                                                        |                                                                        |                                                                        |                                                                        |   |   |                                                                      |                                                                      |                                                                      |                                                                      |                                                                      |   |  |                                                                |                                                                |                                                                |                                                                |                                                                |  |
|  |                                                                |                                                                | 6                                                              | Cruz Azul Hidalgo                                              | 1                                                              | 1 | 2 |                                                                        |                                                                        |                                                                        |                                                                        |                                                                        |   |   |                                                                      |                                                                      |                                                                      |                                                                      |                                                                      |   |  |                                                                |                                                                |                                                                |                                                                |                                                                |  |
|  |                                                                |                                                                |                                                                |                                                                |                                                                |   |   |                                                                        |                                                                        |                                                                        |                                                                        |                                                                        |   |   |                                                                      |                                                                      |                                                                      |                                                                      |                                                                      |   |  |                                                                |                                                                |                                                                |                                                                |                                                                |  |
|  |                                                                |                                                                |                                                                |                                                                |                                                                |   |   |                                                                        |                                                                        |                                                                        |                                                                        |                                                                        |   |   |                                                                      |                                                                      |                                                                      |                                                                      |                                                                      |   |  |                                                                |                                                                |                                                                |                                                                |                                                                |  |
|  |                                                                |                                                                |                                                                |                                                                |                                                                |   |   |                                                                        |                                                                        |                                                                        |                                                                        |                                                                        |   |   |                                                                      | 4                                                                    | Veracruz                                                             | 2                                                                    | 2                                                                    | 4 |  |                                                                |                                                                |                                                                |                                                                |                                                                |  |
|  |                                                                |                                                                |                                                                |                                                                |                                                                |   |   |                                                                        |                                                                        |                                                                        |                                                                        |                                                                        |   |   |                                                                      |                                                                      |                                                                      |                                                                      |                                                                      | 4 |  |                                                                |                                                                |                                                                |                                                                |                                                                |  |
|  |                                                                |                                                                | 8                                                              | Real San Luis                                                  | 2                                                              | 0 | 2 |                                                                        |                                                                        |                                                                        |                                                                        |                                                                        |   |   |                                                                      |                                                                      |                                                                      |                                                                      |                                                                      |   |  |                                                                |                                                                |                                                                |                                                                |                                                                |  |
|  |                                                                |                                                                | 8                                                              | Real San Luis                                                  | 2                                                              | 0 | 2 |                                                                        |                                                                        |                                                                        |                                                                        |                                                                        |   |   |                                                                      |                                                                      |                                                                      |                                                                      |                                                                      |   |  |                                                                |                                                                |                                                                |                                                                |                                                                |  |
|  |                                                                |                                                                |                                                                |                                                                |                                                                |   |   |                                                                        |                                                                        |                                                                        |                                                                        |                                                                        |   |   |                                                                      |                                                                      |                                                                      |                                                                      |                                                                      |   |  |                                                                |                                                                |                                                                |                                                                |                                                                |  |
|  |                                                                |                                                                |                                                                |                                                                |                                                                |   |   |                                                                        |                                                                        |                                                                        |                                                                        |                                                                        |   |   |                                                                      |                                                                      |                                                                      |                                                                      |                                                                      |   |  |                                                                |                                                                |                                                                |                                                                |                                                                |  |
|  |                                                                | 2                                                              | Correcaminos UAT (*)                                           | 1                                                              | 0                                                              | 1 |   |                                                                        |                                                                        |                                                                        |                                                                        |                                                                        |   |   |                                                                      |                                                                      |                                                                      |                                                                      |                                                                      |   |  |                                                                |                                                                |                                                                |                                                                |                                                                |  |
|  |                                                                |                                                                |                                                                |                                                                |                                                                | 1 |   |                                                                        |                                                                        |                                                                        |                                                                        |                                                                        |   |   |                                                                      |                                                                      |                                                                      |                                                                      |                                                                      |   |  |                                                                |                                                                |                                                                |                                                                |                                                                |  |
|  |                                                                |                                                                | 7                                                              | Nacional Tijuana                                               | 1                                                              | 0 | 1 |                                                                        |                                                                        |                                                                        |                                                                        |                                                                        |   |   |                                                                      |                                                                      |                                                                      |                                                                      |                                                                      |   |  |                                                                |                                                                |                                                                |                                                                |                                                                |  |
|  | 7                                                              | Nacional Tijuana (*)                                           | 7                                                              | Nacional Tijuana                                               | 1                                                              | 0 | 1 | 0                                                                      | 3                                                                      | 3                                                                      |                                                                        |                                                                        |   |   |                                                                      |                                                                      |                                                                      |                                                                      |                                                                      |   |  |                                                                |                                                                |                                                                |                                                                |                                                                |  |
|  | 7                                                              | Nacional Tijuana (*)                                           |                                                                |                                                                |                                                                |   |   |                                                                        |                                                                        | 3                                                                      |                                                                        |                                                                        |   |   |                                                                      |                                                                      |                                                                      |                                                                      |                                                                      |   |  |                                                                |                                                                |                                                                |                                                                |                                                                |  |
|  | 9                                                              | Atlético Mexiquense                                            | 3                                                              | 0                                                              | 3                                                              |   |   |                                                                        |                                                                        |                                                                        |                                                                        |                                                                        |   |   |                                                                      |                                                                      |                                                                      |                                                                      |                                                                      |   |  |                                                                |                                                                |                                                                |                                                                |                                                                |  |
|  | 9                                                              | Atlético Mexiquense                                            | 3                                                              | 0                                                              | 3                                                              |   |   |                                                                        |                                                                        |                                                                        |                                                                        |                                                                        |   | 2 | Correcaminos UAT                                                     | 0                                                                    | 2                                                                    | 2                                                                    |                                                                      |   |  |                                                                |                                                                |                                                                |                                                                |                                                                |  |
|  |                                                                |                                                                |                                                                |                                                                |                                                                |   |   |                                                                        |                                                                        |                                                                        |                                                                        |                                                                        |   | 2 | Correcaminos UAT                                                     | 0                                                                    | 2                                                                    | 2                                                                    |                                                                      |   |  |                                                                |                                                                |                                                                |                                                                |                                                                |  |
|  |                                                                |                                                                | 8                                                              | Real San Luis                                                  | 2                                                              | 1 | 3 |                                                                        |                                                                        |                                                                        |                                                                        |                                                                        |   |   |                                                                      |                                                                      |                                                                      |                                                                      |                                                                      |   |  |                                                                |                                                                |                                                                |                                                                |                                                                |  |
|  |                                                                |                                                                | 8                                                              | Real San Luis                                                  | 2                                                              | 1 | 3 |                                                                        |                                                                        |                                                                        |                                                                        |                                                                        |   |   |                                                                      |                                                                      |                                                                      |                                                                      |                                                                      |   |  |                                                                |                                                                |                                                                |                                                                |                                                                |  |
|  |                                                                |                                                                |                                                                |                                                                |                                                                |   |   |                                                                        |                                                                        |                                                                        |                                                                        |                                                                        |   |   |                                                                      |                                                                      |                                                                      |                                                                      |                                                                      |   |  |                                                                |                                                                |                                                                |                                                                |                                                                |  |
|  |                                                                |                                                                |                                                                |                                                                |                                                                |   |   |                                                                        |                                                                        |                                                                        |                                                                        |                                                                        |   |   |                                                                      |                                                                      |                                                                      |                                                                      |                                                                      |   |  |                                                                |                                                                |                                                                |                                                                |                                                                |  |
|  |                                                                | 1                                                              | Querétaro                                                      | 1                                                              | 3                                                              | 4 |   |                                                                        |                                                                        |                                                                        |                                                                        |                                                                        |   |   |                                                                      |                                                                      |                                                                      |                                                                      |                                                                      |   |  |                                                                |                                                                |                                                                |                                                                |                                                                |  |
|  |                                                                |                                                                |                                                                |                                                                |                                                                | 4 |   |                                                                        |                                                                        |                                                                        |                                                                        |                                                                        |   |   |                                                                      |                                                                      |                                                                      |                                                                      |                                                                      |   |  |                                                                |                                                                |                                                                |                                                                |                                                                |  |
|  |                                                                |                                                                | 8                                                              | Real San Luis                                                  | 3                                                              | 2 | 5 |                                                                        |                                                                        |                                                                        |                                                                        |                                                                        |   |   |                                                                      |                                                                      |                                                                      |                                                                      |                                                                      |   |  |                                                                |                                                                |                                                                |                                                                |                                                                |  |
|  |                                                                |                                                                | 8                                                              | Real San Luis                                                  | 3                                                              | 2 | 5 |                                                                        |                                                                        |                                                                        |                                                                        |                                                                        |   |   |                                                                      |                                                                      |                                                                      |                                                                      |                                                                      |   |  |                                                                |                                                                |                                                                |                                                                |                                                                |  |
|  |                                                                |                                                                |                                                                |                                                                |                                                                |   |   |                                                                        |                                                                        |                                                                        |                                                                        |                                                                        |   |   |                                                                      |                                                                      |                                                                      |                                                                      |                                                                      |   |  |                                                                |                                                                |                                                                |                                                                |                                                                |  |
|  |                                                                |                                                                |                                                                |                                                                |                                                                |   |   |                                                                        |                                                                        |                                                                        |                                                                        |                                                                        |   |   |                                                                      |                                                                      |                                                                      |                                                                      |                                                                      |   |  |                                                                |                                                                |                                                                |                                                                |                                                                |  |
|  |                                                                |                                                                |                                                                |                                                                |                                                                |   |   |                                                                        |                                                                        |                                                                        |                                                                        |                                                                        |   |   |                                                                      |                                                                      |                                                                      |                                                                      |                                                                      |   |  |                                                                |                                                                |                                                                |                                                                |                                                                |  |
|  |                                                                |                                                                |                                                                |                                                                |                                                                |   |   |                                                                        |                                                                        |                                                                        |                                                                        |                                                                        |   |   |                                                                      |                                                                      |                                                                      |                                                                      |                                                                      |   |  |                                                                |                                                                |                                                                |                                                                |                                                                |  |

| Campeón Invierno 2001 |
| --------------------- |
| Veracruz (1° título)  |

| 28 de noviembre, 20:00 | Aguascalientes                                 | 2 - 0 | Veracruz | Estadio Municipal, Aguascalientes                             |                                                               |
|                        | Antonio Anguiano Díaz 18' · Miguel Larrosa 69' |       |          | Asistencia: 8,000 espectadores Árbitro(s): Hugo León Guajardo | Asistencia: 8,000 espectadores Árbitro(s): Hugo León Guajardo |

| 1 de diciembre, 17:00                                        | Veracruz                                                                | 3 - 1 | Aguascalientes  | Estadio Luis "Pirata" Fuente, Veracruz                           |                                                                  |
|                                                              | Luis Ramón Medel 36' · Fernando Juárez 66' · Oswaldo Sánchez 69' (a.g.) |       | Arturo Rico 23' | Asistencia: 10,000 espectadores Árbitro(s): Carlos Ayala Cuellar | Asistencia: 10,000 espectadores Árbitro(s): Carlos Ayala Cuellar |
| Veracruz avanzó por su mejor posición a semifinal 3-3 global |                                                                         |       |                 |                                                                  |                                                                  |

| 28 de noviembre, 20:45 | Real San Luis                                         | 3 - 1 | Querétaro          | Estadio Plan de San Luis, San Luis Potosí                      |                                                                |
|                        | Marcelo de Faria 3' 39' (pen.) · Edwin Santibáñez 60' |       | Roberto Cartés 39' | Asistencia: 8,000 espectadores Árbitro(s): Jorge Eduardo Gasso | Asistencia: 8,000 espectadores Árbitro(s): Jorge Eduardo Gasso |

| 1 de diciembre, 20:00                       | Querétaro                                   | 3 - 2 | Real San Luis                            | Estadio La Corregidora, Querétaro                              |                                                                |
|                                             | Roberto Cartés 10' 32' · Ariel González 70' |       | Marcelo de Faria 12' · Arturo Olvera 76' | Asistencia: 30,000 espectadores Árbitro(s): Sergio Silva Rigau | Asistencia: 30,000 espectadores Árbitro(s): Sergio Silva Rigau |
| Real San Luis avanzó a semifinal 5-4 global |                                             |       |                                          |                                                                |                                                                |

| 29 de noviembre, 12:00 | Cruz Azul Hidalgo  | 1 - 0 | Zacatepec | Estadio 10 de diciembre, Ciudad Cooperativa Cruz Azul       |                                                             |
|                        | Rodrigo Incera 70' |       |           | Asistencia: 4,000 espectadores Árbitro(s): José Abramo Lira | Asistencia: 4,000 espectadores Árbitro(s): José Abramo Lira |

| 2 de diciembre, 19:00                             | Zacatepec           | 1 - 1 | Cruz Azul Hidalgo       | Estadio Agustín Coruco Díaz, Zacatepec, Morelos                  |                                                                  |
|                                                   | Cristian Torres 11' |       | José Carlos Cancela 85' | Asistencia: 15,000 espectadores Árbitro(s): Marco Antonio Cuevas | Asistencia: 15,000 espectadores Árbitro(s): Marco Antonio Cuevas |
| Cruz Azul Hidalgo avanzó a Semifinales 2-1 global |                     |       |                         |                                                                  |                                                                  |

| 29 de noviembre, 15:00 | Nacional Tijuana         | 1 - 1 | Correcaminos        | Estadio Cerro Colorado, Tijuana                            |                                                            |
|                        | Juan Ángel Villaseñor 1' |       | Daniel Rossello 23' | Asistencia: 5,000 espectadores Árbitro(s): Paul Delgadillo | Asistencia: 5,000 espectadores Árbitro(s): Paul Delgadillo |

| 2 de diciembre, 20:30                                            | Correcaminos | 0 - 0 | Nacional Tijuana | Estadio Marte R. Gómez, Ciudad Victoria                       |  |
|                                                                  |              |       |                  | Asistencia: 10,000 espectadores Árbitro(s): Fermín Hermosillo |  |
| Correcaminos avanzó por su mejor posición a semifinal 1-1 global |              |       |                  |                                                               |  |

| 5 de diciembre, 15:00 | Cruz Azul Hidalgo                                  | 2 - 1 | Veracruz          | Estadio 10 de diciembre, Ciudad Cooperativa Cruz Azul      |                                                            |
|                       | Pablo Aguilar 61' · José Carlos Cancela 81' (pen.) |       | Gustavo Gorsd 21' | Asistencia: 6,000 espectadores Árbitro(s): Paul Delgadillo | Asistencia: 6,000 espectadores Árbitro(s): Paul Delgadillo |

| 8 de diciembre, 17:00                                       | Veracruz              | 1 - 0 | Cruz Azul Hidalgo | Luis Pirata Fuente, Veracruz                                |                                                             |
|                                                             | Carlos Casartelli 16' |       |                   | Asistencia: 18,000 espectadores Árbitro(s): Gilberto Alcalá | Asistencia: 18,000 espectadores Árbitro(s): Gilberto Alcalá |
| Veracruz avanzó por su mejor posición a la final 2-2 global |                       |       |                   |                                                             |                                                             |

| 6 de diciembre, 20:45 | Real San Luis                              | 2 - 0 | Correcaminos | Estadio Plan de San Luis, San Luis Potosí                       |                                                                 |
|                       | Marcelo de Faria 6' · Edwin Santibáñez 69' |       |              | Asistencia: 20,000 espectadores Árbitro(s): Marco Antonio Cueva | Asistencia: 20,000 espectadores Árbitro(s): Marco Antonio Cueva |

| 9 de diciembre, 12:00                      | Correcaminos                         | 2 - 1 | Real San Luis        | Estadio Marte R. Gómez, Ciudad Victoria                         |                                                                 |
|                                            | de Almeida 13' · Daniel Rossello 53' |       | Marcelo de Faria 69' | Asistencia: 17,000 espectadores Árbitro(s): Jorge Eduardo Gasso | Asistencia: 17,000 espectadores Árbitro(s): Jorge Eduardo Gasso |
| Real San Luis avanzó a la final 3-1 global |                                      |       |                      |                                                                 |                                                                 |

| 12 de diciembre, 20:45 | Real San Luis                                | 2 - 2 | Veracruz                               | Estadio Plan de San Luis, San Luis Potosí                     |                                                               |
|                        | José Enrique García 23' · Rodolfo Flores 57' |       | Gilberto Mora 817' · Raúl Gordillo 60' | Asistencia: 20,000 espectadores Árbitro(s): Felipe Ramos Rizo | Asistencia: 20,000 espectadores Árbitro(s): Felipe Ramos Rizo |

| 15 de diciembre, 17:00  | Veracruz                                     | 2 - 0 | Real San Luis | Luis Pirata Fuente, Veracruz                                |                                                             |
|                         | Carlos Sánchez 3' (a.g.) · Raúl Gordillo 47' |       |               | Asistencia: 35,000 espectadores Árbitro(s): Gilberto Alcalá | Asistencia: 35,000 espectadores Árbitro(s): Gilberto Alcalá |
| Tiburones Rojos Campeón |                                              |       |               |                                                             |                                                             |

| 1     | POR   | Julio Herrera          |     |
| 39    | DEF   | Jorge Flores           | 83' |
| 44    | DEF   | Andrés Silva           |     |
| 46    | DEF   | Raúl Reyes             |     |
| 22    | DEF   | Ignacio Mendoza        | 63' |
| 57    | DEF   | Arturo Olvera          |     |
| 51    | MED   | José Enrique García    |     |
| 52    | MED   | Edwin Santibáñez       | 78' |
| 59    | MED   | Oscar Rojas            |     |
| 56    | DEL   | Gustavo Rodolfo Flores |     |
| 58    | DEL   | Edson Marcelo de Faria |     |
| D. T. | D. T. | Juan Antonio Luna      |     |

| 1     | POR   | José Luis Vincent        |     |
| 42    | DEF   | Miguel Ángel Pérez       |     |
| 3     | DEF   | Germán Gorsd             |     |
| 4     | DEF   | Carlos Cantú             |     |
| 22    | DEF   | Gilberto Mora            |     |
| 14    | MED   | José Luis González China |     |
| 10    | MED   | Diego Melillo            | 69' |
| 14    | MED   | Luis Ramón Medel         | 79' |
| 11    | DEL   | Raúl Gordillo            | 85' |
| 19    | DEL   | Carlos Casartelli        |     |
| 41    | DEL   | Víctor Hugo López        |     |
| D. T. | D. T. | Pablo Enrique Centrone   |     |

| 60 | Defensa        | Miguel Salcedo | 83' |
| 55 | Defensa        | Rodrigo Macías | 63' |
| 50 | Centrocampista | Luis Noyola    | 78' |

| 16 | Defensa        | Ulises Delgado     | 69' |
| 25 | Centrocampista | Fernando Juárez    | 79' |
| 17 | Delantero      | José Luis Malibran | 85' |

| 23' · 57' | José Enrique García Rodolfo Flores | 1:1 2:2 |

| 17' · 60' | Gilberto Mora Raúl Gordillo | 0:1 1:2 |

| 14' · 43' · 88' | Mendoza Flores Salcedo |

| 13' · 19' · 82' | Gordillo Pérez Delgado |

| Otorgado · Otorgado otra vez · Expulsado | José Luis González |

| Principal  | Felipe de Jesús Ramos |
| Asistentes | Víctor Raúl Osorio    |
|            | Oscar Trejo           |
| Cuarto     | José Abramo Lira      |

|                    |   |   |
| Tiros              | - | - |
| Tiros a puerta     | - | - |
| Faltas             | - | - |
| Saques de esquina  | - | - |
| Penaltis           | - | - |
| Fueras de juego    | - | - |
| Posesión del balón | % | % |

| Alineación inicial |

| 1     | POR   | Julio Herrera          |     |
| 39    | DEF   | Jorge Flores           | 83' |
| 44    | DEF   | Andrés Silva           |     |
| 46    | DEF   | Raúl Reyes             |     |
| 22    | DEF   | Ignacio Mendoza        | 63' |
| 57    | DEF   | Arturo Olvera          |     |
| 51    | MED   | José Enrique García    |     |
| 52    | MED   | Edwin Santibáñez       | 78' |
| 59    | MED   | Oscar Rojas            |     |
| 56    | DEL   | Gustavo Rodolfo Flores |     |
| 58    | DEL   | Edson Marcelo de Faria |     |
| D. T. | D. T. | Juan Antonio Luna      |     |

| 1     | POR   | José Luis Vincent        |     |
| 42    | DEF   | Miguel Ángel Pérez       |     |
| 3     | DEF   | Germán Gorsd             |     |
| 4     | DEF   | Carlos Cantú             |     |
| 22    | DEF   | Gilberto Mora            |     |
| 14    | MED   | José Luis González China |     |
| 10    | MED   | Diego Melillo            | 69' |
| 14    | MED   | Luis Ramón Medel         | 79' |
| 11    | DEL   | Raúl Gordillo            | 85' |
| 19    | DEL   | Carlos Casartelli        |     |
| 41    | DEL   | Víctor Hugo López        |     |
| D. T. | D. T. | Pablo Enrique Centrone   |     |

| 60 | Defensa        | Miguel Salcedo | 83' |
| 55 | Defensa        | Rodrigo Macías | 63' |
| 50 | Centrocampista | Luis Noyola    | 78' |

| 16 | Defensa        | Ulises Delgado     | 69' |
| 25 | Centrocampista | Fernando Juárez    | 79' |
| 17 | Delantero      | José Luis Malibran | 85' |

| 23' · 57' | José Enrique García Rodolfo Flores | 1:1 2:2 |

| 17' · 60' | Gilberto Mora Raúl Gordillo | 0:1 1:2 |

| 14' · 43' · 88' | Mendoza Flores Salcedo |

| 13' · 19' · 82' | Gordillo Pérez Delgado |

| Otorgado · Otorgado otra vez · Expulsado | José Luis González |

| Principal  | Felipe de Jesús Ramos |
| Asistentes | Víctor Raúl Osorio    |
|            | Oscar Trejo           |
| Cuarto     | José Abramo Lira      |

|                    |   |   |
| Tiros              | - | - |
| Tiros a puerta     | - | - |
| Faltas             | - | - |
| Saques de esquina  | - | - |
| Penaltis           | - | - |
| Fueras de juego    | - | - |
| Posesión del balón | % | % |

| Alineación inicial |

| 1     | POR   | Julio Herrera          |     |
| 39    | DEF   | Jorge Flores           | 83' |
| 44    | DEF   | Andrés Silva           |     |
| 46    | DEF   | Raúl Reyes             |     |
| 22    | DEF   | Ignacio Mendoza        | 63' |
| 57    | DEF   | Arturo Olvera          |     |
| 51    | MED   | José Enrique García    |     |
| 52    | MED   | Edwin Santibáñez       | 78' |
| 59    | MED   | Oscar Rojas            |     |
| 56    | DEL   | Gustavo Rodolfo Flores |     |
| 58    | DEL   | Edson Marcelo de Faria |     |
| D. T. | D. T. | Juan Antonio Luna      |     |

| 1     | POR   | José Luis Vincent        |     |
| 42    | DEF   | Miguel Ángel Pérez       |     |
| 3     | DEF   | Germán Gorsd             |     |
| 4     | DEF   | Carlos Cantú             |     |
| 22    | DEF   | Gilberto Mora            |     |
| 14    | MED   | José Luis González China |     |
| 10    | MED   | Diego Melillo            | 69' |
| 14    | MED   | Luis Ramón Medel         | 79' |
| 11    | DEL   | Raúl Gordillo            | 85' |
| 19    | DEL   | Carlos Casartelli        |     |
| 41    | DEL   | Víctor Hugo López        |     |
| D. T. | D. T. | Pablo Enrique Centrone   |     |

| 60 | Defensa        | Miguel Salcedo | 83' |
| 55 | Defensa        | Rodrigo Macías | 63' |
| 50 | Centrocampista | Luis Noyola    | 78' |

| 16 | Defensa        | Ulises Delgado     | 69' |
| 25 | Centrocampista | Fernando Juárez    | 79' |
| 17 | Delantero      | José Luis Malibran | 85' |

| 23' · 57' | José Enrique García Rodolfo Flores | 1:1 2:2 |

| 17' · 60' | Gilberto Mora Raúl Gordillo | 0:1 1:2 |

| 14' · 43' · 88' | Mendoza Flores Salcedo |

| 13' · 19' · 82' | Gordillo Pérez Delgado |

| Otorgado · Otorgado otra vez · Expulsado | José Luis González |

| Principal  | Felipe de Jesús Ramos |
| Asistentes | Víctor Raúl Osorio    |
|            | Oscar Trejo           |
| Cuarto     | José Abramo Lira      |

|                    |   |   |
| Tiros              | - | - |
| Tiros a puerta     | - | - |
| Faltas             | - | - |
| Saques de esquina  | - | - |
| Penaltis           | - | - |
| Fueras de juego    | - | - |
| Posesión del balón | % | % |

| Alineación inicial |

| 1     | POR   | Julio Herrera          |     |
| 39    | DEF   | Jorge Flores           | 83' |
| 44    | DEF   | Andrés Silva           |     |
| 46    | DEF   | Raúl Reyes             |     |
| 22    | DEF   | Ignacio Mendoza        | 63' |
| 57    | DEF   | Arturo Olvera          |     |
| 51    | MED   | José Enrique García    |     |
| 52    | MED   | Edwin Santibáñez       | 78' |
| 59    | MED   | Oscar Rojas            |     |
| 56    | DEL   | Gustavo Rodolfo Flores |     |
| 58    | DEL   | Edson Marcelo de Faria |     |
| D. T. | D. T. | Juan Antonio Luna      |     |

| 1     | POR   | José Luis Vincent        |     |
| 42    | DEF   | Miguel Ángel Pérez       |     |
| 3     | DEF   | Germán Gorsd             |     |
| 4     | DEF   | Carlos Cantú             |     |
| 22    | DEF   | Gilberto Mora            |     |
| 14    | MED   | José Luis González China |     |
| 10    | MED   | Diego Melillo            | 69' |
| 14    | MED   | Luis Ramón Medel         | 79' |
| 11    | DEL   | Raúl Gordillo            | 85' |
| 19    | DEL   | Carlos Casartelli        |     |
| 41    | DEL   | Víctor Hugo López        |     |
| D. T. | D. T. | Pablo Enrique Centrone   |     |

| 60 | Defensa        | Miguel Salcedo | 83' |
| 55 | Defensa        | Rodrigo Macías | 63' |
| 50 | Centrocampista | Luis Noyola    | 78' |

| 16 | Defensa        | Ulises Delgado     | 69' |
| 25 | Centrocampista | Fernando Juárez    | 79' |
| 17 | Delantero      | José Luis Malibran | 85' |

| 23' · 57' | José Enrique García Rodolfo Flores | 1:1 2:2 |

| 17' · 60' | Gilberto Mora Raúl Gordillo | 0:1 1:2 |

| 14' · 43' · 88' | Mendoza Flores Salcedo |

| 13' · 19' · 82' | Gordillo Pérez Delgado |

| Otorgado · Otorgado otra vez · Expulsado | José Luis González |

| Principal  | Felipe de Jesús Ramos |
| Asistentes | Víctor Raúl Osorio    |
|            | Oscar Trejo           |
| Cuarto     | José Abramo Lira      |

|                    |   |   |
| Tiros              | - | - |
| Tiros a puerta     | - | - |
| Faltas             | - | - |
| Saques de esquina  | - | - |
| Penaltis           | - | - |
| Fueras de juego    | - | - |
| Posesión del balón | % | % |

| Alineación inicial |

| 1     | POR   | Julio Herrera          |     |
| 39    | DEF   | Jorge Flores           | 83' |
| 44    | DEF   | Andrés Silva           |     |
| 46    | DEF   | Raúl Reyes             |     |
| 22    | DEF   | Ignacio Mendoza        | 63' |
| 57    | DEF   | Arturo Olvera          |     |
| 51    | MED   | José Enrique García    |     |
| 52    | MED   | Edwin Santibáñez       | 78' |
| 59    | MED   | Oscar Rojas            |     |
| 56    | DEL   | Gustavo Rodolfo Flores |     |
| 58    | DEL   | Edson Marcelo de Faria |     |
| D. T. | D. T. | Juan Antonio Luna      |     |

| 1     | POR   | José Luis Vincent        |     |
| 42    | DEF   | Miguel Ángel Pérez       |     |
| 3     | DEF   | Germán Gorsd             |     |
| 4     | DEF   | Carlos Cantú             |     |
| 22    | DEF   | Gilberto Mora            |     |
| 14    | MED   | José Luis González China |     |
| 10    | MED   | Diego Melillo            | 69' |
| 14    | MED   | Luis Ramón Medel         | 79' |
| 11    | DEL   | Raúl Gordillo            | 85' |
| 19    | DEL   | Carlos Casartelli        |     |
| 41    | DEL   | Víctor Hugo López        |     |
| D. T. | D. T. | Pablo Enrique Centrone   |     |

| 60 | Defensa        | Miguel Salcedo | 83' |
| 55 | Defensa        | Rodrigo Macías | 63' |
| 50 | Centrocampista | Luis Noyola    | 78' |

| 16 | Defensa        | Ulises Delgado     | 69' |
| 25 | Centrocampista | Fernando Juárez    | 79' |
| 17 | Delantero      | José Luis Malibran | 85' |

| 23' · 57' | José Enrique García Rodolfo Flores | 1:1 2:2 |

| 17' · 60' | Gilberto Mora Raúl Gordillo | 0:1 1:2 |

| 14' · 43' · 88' | Mendoza Flores Salcedo |

| 13' · 19' · 82' | Gordillo Pérez Delgado |

| Otorgado · Otorgado otra vez · Expulsado | José Luis González |

| Principal  | Felipe de Jesús Ramos |
| Asistentes | Víctor Raúl Osorio    |
|            | Oscar Trejo           |
| Cuarto     | José Abramo Lira      |

|                    |   |   |
| Tiros              | - | - |
| Tiros a puerta     | - | - |
| Faltas             | - | - |
| Saques de esquina  | - | - |
| Penaltis           | - | - |
| Fueras de juego    | - | - |
| Posesión del balón | % | % |

| Alineación inicial |

| 1     | POR   | Julio Herrera          |     |
| 39    | DEF   | Jorge Flores           | 83' |
| 44    | DEF   | Andrés Silva           |     |
| 46    | DEF   | Raúl Reyes             |     |
| 22    | DEF   | Ignacio Mendoza        | 63' |
| 57    | DEF   | Arturo Olvera          |     |
| 51    | MED   | José Enrique García    |     |
| 52    | MED   | Edwin Santibáñez       | 78' |
| 59    | MED   | Oscar Rojas            |     |
| 56    | DEL   | Gustavo Rodolfo Flores |     |
| 58    | DEL   | Edson Marcelo de Faria |     |
| D. T. | D. T. | Juan Antonio Luna      |     |

| 1     | POR   | José Luis Vincent        |     |
| 42    | DEF   | Miguel Ángel Pérez       |     |
| 3     | DEF   | Germán Gorsd             |     |
| 4     | DEF   | Carlos Cantú             |     |
| 22    | DEF   | Gilberto Mora            |     |
| 14    | MED   | José Luis González China |     |
| 10    | MED   | Diego Melillo            | 69' |
| 14    | MED   | Luis Ramón Medel         | 79' |
| 11    | DEL   | Raúl Gordillo            | 85' |
| 19    | DEL   | Carlos Casartelli        |     |
| 41    | DEL   | Víctor Hugo López        |     |
| D. T. | D. T. | Pablo Enrique Centrone   |     |

| 60 | Defensa        | Miguel Salcedo | 83' |
| 55 | Defensa        | Rodrigo Macías | 63' |
| 50 | Centrocampista | Luis Noyola    | 78' |

| 16 | Defensa        | Ulises Delgado     | 69' |
| 25 | Centrocampista | Fernando Juárez    | 79' |
| 17 | Delantero      | José Luis Malibran | 85' |

| 23' · 57' | José Enrique García Rodolfo Flores | 1:1 2:2 |

| 17' · 60' | Gilberto Mora Raúl Gordillo | 0:1 1:2 |

| 14' · 43' · 88' | Mendoza Flores Salcedo |

| 13' · 19' · 82' | Gordillo Pérez Delgado |

| Otorgado · Otorgado otra vez · Expulsado | José Luis González |

| Principal  | Felipe de Jesús Ramos |
| Asistentes | Víctor Raúl Osorio    |
|            | Oscar Trejo           |
| Cuarto     | José Abramo Lira      |

|                    |   |   |
| Tiros              | - | - |
| Tiros a puerta     | - | - |
| Faltas             | - | - |
| Saques de esquina  | - | - |
| Penaltis           | - | - |
| Fueras de juego    | - | - |
| Posesión del balón | % | % |

| Alineación inicial |

| 1     | POR   | Julio Herrera          |     |
| 39    | DEF   | Jorge Flores           | 83' |
| 44    | DEF   | Andrés Silva           |     |
| 46    | DEF   | Raúl Reyes             |     |
| 22    | DEF   | Ignacio Mendoza        | 63' |
| 57    | DEF   | Arturo Olvera          |     |
| 51    | MED   | José Enrique García    |     |
| 52    | MED   | Edwin Santibáñez       | 78' |
| 59    | MED   | Oscar Rojas            |     |
| 56    | DEL   | Gustavo Rodolfo Flores |     |
| 58    | DEL   | Edson Marcelo de Faria |     |
| D. T. | D. T. | Juan Antonio Luna      |     |

| 1     | POR   | José Luis Vincent        |     |
| 42    | DEF   | Miguel Ángel Pérez       |     |
| 3     | DEF   | Germán Gorsd             |     |
| 4     | DEF   | Carlos Cantú             |     |
| 22    | DEF   | Gilberto Mora            |     |
| 14    | MED   | José Luis González China |     |
| 10    | MED   | Diego Melillo            | 69' |
| 14    | MED   | Luis Ramón Medel         | 79' |
| 11    | DEL   | Raúl Gordillo            | 85' |
| 19    | DEL   | Carlos Casartelli        |     |
| 41    | DEL   | Víctor Hugo López        |     |
| D. T. | D. T. | Pablo Enrique Centrone   |     |

| 60 | Defensa        | Miguel Salcedo | 83' |
| 55 | Defensa        | Rodrigo Macías | 63' |
| 50 | Centrocampista | Luis Noyola    | 78' |

| 16 | Defensa        | Ulises Delgado     | 69' |
| 25 | Centrocampista | Fernando Juárez    | 79' |
| 17 | Delantero      | José Luis Malibran | 85' |

| 23' · 57' | José Enrique García Rodolfo Flores | 1:1 2:2 |

| 17' · 60' | Gilberto Mora Raúl Gordillo | 0:1 1:2 |

| 14' · 43' · 88' | Mendoza Flores Salcedo |

| 13' · 19' · 82' | Gordillo Pérez Delgado |

| Otorgado · Otorgado otra vez · Expulsado | José Luis González |

| Principal  | Felipe de Jesús Ramos |
| Asistentes | Víctor Raúl Osorio    |
|            | Oscar Trejo           |
| Cuarto     | José Abramo Lira      |

|                    |   |   |
| Tiros              | - | - |
| Tiros a puerta     | - | - |
| Faltas             | - | - |
| Saques de esquina  | - | - |
| Penaltis           | - | - |
| Fueras de juego    | - | - |
| Posesión del balón | % | % |

| Alineación inicial |

| 1     | POR   | Julio Herrera          |     |
| 39    | DEF   | Jorge Flores           | 83' |
| 44    | DEF   | Andrés Silva           |     |
| 46    | DEF   | Raúl Reyes             |     |
| 22    | DEF   | Ignacio Mendoza        | 63' |
| 57    | DEF   | Arturo Olvera          |     |
| 51    | MED   | José Enrique García    |     |
| 52    | MED   | Edwin Santibáñez       | 78' |
| 59    | MED   | Oscar Rojas            |     |
| 56    | DEL   | Gustavo Rodolfo Flores |     |
| 58    | DEL   | Edson Marcelo de Faria |     |
| D. T. | D. T. | Juan Antonio Luna      |     |

| 1     | POR   | José Luis Vincent        |     |
| 42    | DEF   | Miguel Ángel Pérez       |     |
| 3     | DEF   | Germán Gorsd             |     |
| 4     | DEF   | Carlos Cantú             |     |
| 22    | DEF   | Gilberto Mora            |     |
| 14    | MED   | José Luis González China |     |
| 10    | MED   | Diego Melillo            | 69' |
| 14    | MED   | Luis Ramón Medel         | 79' |
| 11    | DEL   | Raúl Gordillo            | 85' |
| 19    | DEL   | Carlos Casartelli        |     |
| 41    | DEL   | Víctor Hugo López        |     |
| D. T. | D. T. | Pablo Enrique Centrone   |     |

| 60 | Defensa        | Miguel Salcedo | 83' |
| 55 | Defensa        | Rodrigo Macías | 63' |
| 50 | Centrocampista | Luis Noyola    | 78' |

| 16 | Defensa        | Ulises Delgado     | 69' |
| 25 | Centrocampista | Fernando Juárez    | 79' |
| 17 | Delantero      | José Luis Malibran | 85' |

| 23' · 57' | José Enrique García Rodolfo Flores | 1:1 2:2 |

| 17' · 60' | Gilberto Mora Raúl Gordillo | 0:1 1:2 |

| 14' · 43' · 88' | Mendoza Flores Salcedo |

| 13' · 19' · 82' | Gordillo Pérez Delgado |

| Otorgado · Otorgado otra vez · Expulsado | José Luis González |

| Principal  | Felipe de Jesús Ramos |
| Asistentes | Víctor Raúl Osorio    |
|            | Oscar Trejo           |
| Cuarto     | José Abramo Lira      |

|                    |   |   |
| Tiros              | - | - |
| Tiros a puerta     | - | - |
| Faltas             | - | - |
| Saques de esquina  | - | - |
| Penaltis           | - | - |
| Fueras de juego    | - | - |
| Posesión del balón | % | % |

| Alineación inicial |

| 1     | POR   | José Luis Vincent      |     |
| 42    | DEF   | Miguel Ángel Pérez     |     |
| 3     | DEF   | Germán Gorsd           |     |
| 4     | DEF   | Carlos Cantú           |     |
| 22    | DEF   | Gilberto Mora          |     |
| 16    | MED   | Ulises Delgado         | 66' |
| 10    | MED   | Diego Melillo          |     |
| 14    | MED   | Luis Ramón Medel       |     |
| 11    | DEL   | Raúl Gordillo          |     |
| 19    | DEL   | Carlos Casartelli      | 75' |
| 41    | DEL   | Víctor Hugo López      | 55' |
| D. T. | D. T. | Pablo Enrique Centrone |     |

| 1     | POR   | Julio Herrera          |     |
| 39    | DEF   | Jorge Flores           | 88' |
| 44    | DEF   | Andrés Silva           |     |
| 46    | DEF   | Raúl Reyes             |     |
| 45    | DEF   | Carlos Sánchez         |     |
| 22    | DEF   | Ignacio Mendoza        | 57' |
| 51    | MED   | José Enrique García    |     |
| 52    | MED   | Edwin Santibáñez       | 49' |
| 57    | MED   | Arturo Olvera          |     |
| 56    | MED   | Gustavo Rodolfo Flores |     |
| 58    | DEL   | Edson Marcelo de Faria |     |
| D. T. | D. T. | Juan Antonio Luna      |     |

| 5  | Defensa        | Manuel López Mondragón | 55' |
| 40 | Centrocampista | Israel Collazo         | 66' |
| 25 | Delantero      | Fernando Juárez        | 75' |

| 60 | Defensa        | Miguel Salcedo | 49' |
| 59 | Centrocampista | Oscar Rojas    | 57' |
| 55 | Defensa        | Rodrigo Macías | 88' |

| 3' (a.g.) · 46' | Carlos Sánchez Raúl Gordillo | 1:0 2:0 |

| 18' · 86' | Mora Juárez |

| 36' | Mendoza |

| Principal  | Gilberto Alcalá Pineda   |
| Asistentes | Miguel Ramos Rizo        |
|            | Héctor Manuel Delgadillo |
| Cuarto     | Carlos Ayala Cuellar     |

|                    |   |   |
| Tiros              | - | - |
| Tiros a puerta     | - | - |
| Faltas             | - | - |
| Saques de esquina  | - | - |
| Penaltis           | - | - |
| Fueras de juego    | - | - |
| Posesión del balón | % | % |

| Alineación inicial |

| 1     | POR   | José Luis Vincent      |     |
| 42    | DEF   | Miguel Ángel Pérez     |     |
| 3     | DEF   | Germán Gorsd           |     |
| 4     | DEF   | Carlos Cantú           |     |
| 22    | DEF   | Gilberto Mora          |     |
| 16    | MED   | Ulises Delgado         | 66' |
| 10    | MED   | Diego Melillo          |     |
| 14    | MED   | Luis Ramón Medel       |     |
| 11    | DEL   | Raúl Gordillo          |     |
| 19    | DEL   | Carlos Casartelli      | 75' |
| 41    | DEL   | Víctor Hugo López      | 55' |
| D. T. | D. T. | Pablo Enrique Centrone |     |

| 1     | POR   | Julio Herrera          |     |
| 39    | DEF   | Jorge Flores           | 88' |
| 44    | DEF   | Andrés Silva           |     |
| 46    | DEF   | Raúl Reyes             |     |
| 45    | DEF   | Carlos Sánchez         |     |
| 22    | DEF   | Ignacio Mendoza        | 57' |
| 51    | MED   | José Enrique García    |     |
| 52    | MED   | Edwin Santibáñez       | 49' |
| 57    | MED   | Arturo Olvera          |     |
| 56    | MED   | Gustavo Rodolfo Flores |     |
| 58    | DEL   | Edson Marcelo de Faria |     |
| D. T. | D. T. | Juan Antonio Luna      |     |

| 5  | Defensa        | Manuel López Mondragón | 55' |
| 40 | Centrocampista | Israel Collazo         | 66' |
| 25 | Delantero      | Fernando Juárez        | 75' |

| 60 | Defensa        | Miguel Salcedo | 49' |
| 59 | Centrocampista | Oscar Rojas    | 57' |
| 55 | Defensa        | Rodrigo Macías | 88' |

| 3' (a.g.) · 46' | Carlos Sánchez Raúl Gordillo | 1:0 2:0 |

| 18' · 86' | Mora Juárez |

| 36' | Mendoza |

| Principal  | Gilberto Alcalá Pineda   |
| Asistentes | Miguel Ramos Rizo        |
|            | Héctor Manuel Delgadillo |
| Cuarto     | Carlos Ayala Cuellar     |

|                    |   |   |
| Tiros              | - | - |
| Tiros a puerta     | - | - |
| Faltas             | - | - |
| Saques de esquina  | - | - |
| Penaltis           | - | - |
| Fueras de juego    | - | - |
| Posesión del balón | % | % |

| Alineación inicial |

| 1     | POR   | José Luis Vincent      |     |
| 42    | DEF   | Miguel Ángel Pérez     |     |
| 3     | DEF   | Germán Gorsd           |     |
| 4     | DEF   | Carlos Cantú           |     |
| 22    | DEF   | Gilberto Mora          |     |
| 16    | MED   | Ulises Delgado         | 66' |
| 10    | MED   | Diego Melillo          |     |
| 14    | MED   | Luis Ramón Medel       |     |
| 11    | DEL   | Raúl Gordillo          |     |
| 19    | DEL   | Carlos Casartelli      | 75' |
| 41    | DEL   | Víctor Hugo López      | 55' |
| D. T. | D. T. | Pablo Enrique Centrone |     |

| 1     | POR   | Julio Herrera          |     |
| 39    | DEF   | Jorge Flores           | 88' |
| 44    | DEF   | Andrés Silva           |     |
| 46    | DEF   | Raúl Reyes             |     |
| 45    | DEF   | Carlos Sánchez         |     |
| 22    | DEF   | Ignacio Mendoza        | 57' |
| 51    | MED   | José Enrique García    |     |
| 52    | MED   | Edwin Santibáñez       | 49' |
| 57    | MED   | Arturo Olvera          |     |
| 56    | MED   | Gustavo Rodolfo Flores |     |
| 58    | DEL   | Edson Marcelo de Faria |     |
| D. T. | D. T. | Juan Antonio Luna      |     |

| 5  | Defensa        | Manuel López Mondragón | 55' |
| 40 | Centrocampista | Israel Collazo         | 66' |
| 25 | Delantero      | Fernando Juárez        | 75' |

| 60 | Defensa        | Miguel Salcedo | 49' |
| 59 | Centrocampista | Oscar Rojas    | 57' |
| 55 | Defensa        | Rodrigo Macías | 88' |

| 3' (a.g.) · 46' | Carlos Sánchez Raúl Gordillo | 1:0 2:0 |

| 18' · 86' | Mora Juárez |

| 36' | Mendoza |

| Principal  | Gilberto Alcalá Pineda   |
| Asistentes | Miguel Ramos Rizo        |
|            | Héctor Manuel Delgadillo |
| Cuarto     | Carlos Ayala Cuellar     |

|                    |   |   |
| Tiros              | - | - |
| Tiros a puerta     | - | - |
| Faltas             | - | - |
| Saques de esquina  | - | - |
| Penaltis           | - | - |
| Fueras de juego    | - | - |
| Posesión del balón | % | % |

| Alineación inicial |

| 1     | POR   | José Luis Vincent      |     |
| 42    | DEF   | Miguel Ángel Pérez     |     |
| 3     | DEF   | Germán Gorsd           |     |
| 4     | DEF   | Carlos Cantú           |     |
| 22    | DEF   | Gilberto Mora          |     |
| 16    | MED   | Ulises Delgado         | 66' |
| 10    | MED   | Diego Melillo          |     |
| 14    | MED   | Luis Ramón Medel       |     |
| 11    | DEL   | Raúl Gordillo          |     |
| 19    | DEL   | Carlos Casartelli      | 75' |
| 41    | DEL   | Víctor Hugo López      | 55' |
| D. T. | D. T. | Pablo Enrique Centrone |     |

| 1     | POR   | Julio Herrera          |     |
| 39    | DEF   | Jorge Flores           | 88' |
| 44    | DEF   | Andrés Silva           |     |
| 46    | DEF   | Raúl Reyes             |     |
| 45    | DEF   | Carlos Sánchez         |     |
| 22    | DEF   | Ignacio Mendoza        | 57' |
| 51    | MED   | José Enrique García    |     |
| 52    | MED   | Edwin Santibáñez       | 49' |
| 57    | MED   | Arturo Olvera          |     |
| 56    | MED   | Gustavo Rodolfo Flores |     |
| 58    | DEL   | Edson Marcelo de Faria |     |
| D. T. | D. T. | Juan Antonio Luna      |     |

| 5  | Defensa        | Manuel López Mondragón | 55' |
| 40 | Centrocampista | Israel Collazo         | 66' |
| 25 | Delantero      | Fernando Juárez        | 75' |

| 60 | Defensa        | Miguel Salcedo | 49' |
| 59 | Centrocampista | Oscar Rojas    | 57' |
| 55 | Defensa        | Rodrigo Macías | 88' |

| 3' (a.g.) · 46' | Carlos Sánchez Raúl Gordillo | 1:0 2:0 |

| 18' · 86' | Mora Juárez |

| 36' | Mendoza |

| Principal  | Gilberto Alcalá Pineda   |
| Asistentes | Miguel Ramos Rizo        |
|            | Héctor Manuel Delgadillo |
| Cuarto     | Carlos Ayala Cuellar     |

|                    |   |   |
| Tiros              | - | - |
| Tiros a puerta     | - | - |
| Faltas             | - | - |
| Saques de esquina  | - | - |
| Penaltis           | - | - |
| Fueras de juego    | - | - |
| Posesión del balón | % | % |

| Alineación inicial |

| 1     | POR   | José Luis Vincent      |     |
| 42    | DEF   | Miguel Ángel Pérez     |     |
| 3     | DEF   | Germán Gorsd           |     |
| 4     | DEF   | Carlos Cantú           |     |
| 22    | DEF   | Gilberto Mora          |     |
| 16    | MED   | Ulises Delgado         | 66' |
| 10    | MED   | Diego Melillo          |     |
| 14    | MED   | Luis Ramón Medel       |     |
| 11    | DEL   | Raúl Gordillo          |     |
| 19    | DEL   | Carlos Casartelli      | 75' |
| 41    | DEL   | Víctor Hugo López      | 55' |
| D. T. | D. T. | Pablo Enrique Centrone |     |

| 1     | POR   | Julio Herrera          |     |
| 39    | DEF   | Jorge Flores           | 88' |
| 44    | DEF   | Andrés Silva           |     |
| 46    | DEF   | Raúl Reyes             |     |
| 45    | DEF   | Carlos Sánchez         |     |
| 22    | DEF   | Ignacio Mendoza        | 57' |
| 51    | MED   | José Enrique García    |     |
| 52    | MED   | Edwin Santibáñez       | 49' |
| 57    | MED   | Arturo Olvera          |     |
| 56    | MED   | Gustavo Rodolfo Flores |     |
| 58    | DEL   | Edson Marcelo de Faria |     |
| D. T. | D. T. | Juan Antonio Luna      |     |

| 5  | Defensa        | Manuel López Mondragón | 55' |
| 40 | Centrocampista | Israel Collazo         | 66' |
| 25 | Delantero      | Fernando Juárez        | 75' |

| 60 | Defensa        | Miguel Salcedo | 49' |
| 59 | Centrocampista | Oscar Rojas    | 57' |
| 55 | Defensa        | Rodrigo Macías | 88' |

| 3' (a.g.) · 46' | Carlos Sánchez Raúl Gordillo | 1:0 2:0 |

| 18' · 86' | Mora Juárez |

| 36' | Mendoza |

| Principal  | Gilberto Alcalá Pineda   |
| Asistentes | Miguel Ramos Rizo        |
|            | Héctor Manuel Delgadillo |
| Cuarto     | Carlos Ayala Cuellar     |

|                    |   |   |
| Tiros              | - | - |
| Tiros a puerta     | - | - |
| Faltas             | - | - |
| Saques de esquina  | - | - |
| Penaltis           | - | - |
| Fueras de juego    | - | - |
| Posesión del balón | % | % |

| Alineación inicial |

| 1     | POR   | José Luis Vincent      |     |
| 42    | DEF   | Miguel Ángel Pérez     |     |
| 3     | DEF   | Germán Gorsd           |     |
| 4     | DEF   | Carlos Cantú           |     |
| 22    | DEF   | Gilberto Mora          |     |
| 16    | MED   | Ulises Delgado         | 66' |
| 10    | MED   | Diego Melillo          |     |
| 14    | MED   | Luis Ramón Medel       |     |
| 11    | DEL   | Raúl Gordillo          |     |
| 19    | DEL   | Carlos Casartelli      | 75' |
| 41    | DEL   | Víctor Hugo López      | 55' |
| D. T. | D. T. | Pablo Enrique Centrone |     |

| 1     | POR   | Julio Herrera          |     |
| 39    | DEF   | Jorge Flores           | 88' |
| 44    | DEF   | Andrés Silva           |     |
| 46    | DEF   | Raúl Reyes             |     |
| 45    | DEF   | Carlos Sánchez         |     |
| 22    | DEF   | Ignacio Mendoza        | 57' |
| 51    | MED   | José Enrique García    |     |
| 52    | MED   | Edwin Santibáñez       | 49' |
| 57    | MED   | Arturo Olvera          |     |
| 56    | MED   | Gustavo Rodolfo Flores |     |
| 58    | DEL   | Edson Marcelo de Faria |     |
| D. T. | D. T. | Juan Antonio Luna      |     |

| 5  | Defensa        | Manuel López Mondragón | 55' |
| 40 | Centrocampista | Israel Collazo         | 66' |
| 25 | Delantero      | Fernando Juárez        | 75' |

| 60 | Defensa        | Miguel Salcedo | 49' |
| 59 | Centrocampista | Oscar Rojas    | 57' |
| 55 | Defensa        | Rodrigo Macías | 88' |

| 3' (a.g.) · 46' | Carlos Sánchez Raúl Gordillo | 1:0 2:0 |

| 18' · 86' | Mora Juárez |

| 36' | Mendoza |

| Principal  | Gilberto Alcalá Pineda   |
| Asistentes | Miguel Ramos Rizo        |
|            | Héctor Manuel Delgadillo |
| Cuarto     | Carlos Ayala Cuellar     |

|                    |   |   |
| Tiros              | - | - |
| Tiros a puerta     | - | - |
| Faltas             | - | - |
| Saques de esquina  | - | - |
| Penaltis           | - | - |
| Fueras de juego    | - | - |
| Posesión del balón | % | % |

| Alineación inicial |

| 1     | POR   | José Luis Vincent      |     |
| 42    | DEF   | Miguel Ángel Pérez     |     |
| 3     | DEF   | Germán Gorsd           |     |
| 4     | DEF   | Carlos Cantú           |     |
| 22    | DEF   | Gilberto Mora          |     |
| 16    | MED   | Ulises Delgado         | 66' |
| 10    | MED   | Diego Melillo          |     |
| 14    | MED   | Luis Ramón Medel       |     |
| 11    | DEL   | Raúl Gordillo          |     |
| 19    | DEL   | Carlos Casartelli      | 75' |
| 41    | DEL   | Víctor Hugo López      | 55' |
| D. T. | D. T. | Pablo Enrique Centrone |     |

| 1     | POR   | Julio Herrera          |     |
| 39    | DEF   | Jorge Flores           | 88' |
| 44    | DEF   | Andrés Silva           |     |
| 46    | DEF   | Raúl Reyes             |     |
| 45    | DEF   | Carlos Sánchez         |     |
| 22    | DEF   | Ignacio Mendoza        | 57' |
| 51    | MED   | José Enrique García    |     |
| 52    | MED   | Edwin Santibáñez       | 49' |
| 57    | MED   | Arturo Olvera          |     |
| 56    | MED   | Gustavo Rodolfo Flores |     |
| 58    | DEL   | Edson Marcelo de Faria |     |
| D. T. | D. T. | Juan Antonio Luna      |     |

| 5  | Defensa        | Manuel López Mondragón | 55' |
| 40 | Centrocampista | Israel Collazo         | 66' |
| 25 | Delantero      | Fernando Juárez        | 75' |

| 60 | Defensa        | Miguel Salcedo | 49' |
| 59 | Centrocampista | Oscar Rojas    | 57' |
| 55 | Defensa        | Rodrigo Macías | 88' |

| 3' (a.g.) · 46' | Carlos Sánchez Raúl Gordillo | 1:0 2:0 |

| 18' · 86' | Mora Juárez |

| 36' | Mendoza |

| Principal  | Gilberto Alcalá Pineda   |
| Asistentes | Miguel Ramos Rizo        |
|            | Héctor Manuel Delgadillo |
| Cuarto     | Carlos Ayala Cuellar     |

|                    |   |   |
| Tiros              | - | - |
| Tiros a puerta     | - | - |
| Faltas             | - | - |
| Saques de esquina  | - | - |
| Penaltis           | - | - |
| Fueras de juego    | - | - |
| Posesión del balón | % | % |

| Alineación inicial |

| 1     | POR   | José Luis Vincent      |     |
| 42    | DEF   | Miguel Ángel Pérez     |     |
| 3     | DEF   | Germán Gorsd           |     |
| 4     | DEF   | Carlos Cantú           |     |
| 22    | DEF   | Gilberto Mora          |     |
| 16    | MED   | Ulises Delgado         | 66' |
| 10    | MED   | Diego Melillo          |     |
| 14    | MED   | Luis Ramón Medel       |     |
| 11    | DEL   | Raúl Gordillo          |     |
| 19    | DEL   | Carlos Casartelli      | 75' |
| 41    | DEL   | Víctor Hugo López      | 55' |
| D. T. | D. T. | Pablo Enrique Centrone |     |

| 1     | POR   | Julio Herrera          |     |
| 39    | DEF   | Jorge Flores           | 88' |
| 44    | DEF   | Andrés Silva           |     |
| 46    | DEF   | Raúl Reyes             |     |
| 45    | DEF   | Carlos Sánchez         |     |
| 22    | DEF   | Ignacio Mendoza        | 57' |
| 51    | MED   | José Enrique García    |     |
| 52    | MED   | Edwin Santibáñez       | 49' |
| 57    | MED   | Arturo Olvera          |     |
| 56    | MED   | Gustavo Rodolfo Flores |     |
| 58    | DEL   | Edson Marcelo de Faria |     |
| D. T. | D. T. | Juan Antonio Luna      |     |

| 5  | Defensa        | Manuel López Mondragón | 55' |
| 40 | Centrocampista | Israel Collazo         | 66' |
| 25 | Delantero      | Fernando Juárez        | 75' |

| 60 | Defensa        | Miguel Salcedo | 49' |
| 59 | Centrocampista | Oscar Rojas    | 57' |
| 55 | Defensa        | Rodrigo Macías | 88' |

| 3' (a.g.) · 46' | Carlos Sánchez Raúl Gordillo | 1:0 2:0 |

| 18' · 86' | Mora Juárez |

| 36' | Mendoza |

| Principal  | Gilberto Alcalá Pineda   |
| Asistentes | Miguel Ramos Rizo        |
|            | Héctor Manuel Delgadillo |
| Cuarto     | Carlos Ayala Cuellar     |

|                    |   |   |
| Tiros              | - | - |
| Tiros a puerta     | - | - |
| Faltas             | - | - |
| Saques de esquina  | - | - |
| Penaltis           | - | - |
| Fueras de juego    | - | - |
| Posesión del balón | % | % |

| Alineación inicial |

| Campeón Invierno 2001 |
| --------------------- |
| Veracruz (1° título)  |

| Predecesor: Verano 2001 | Temporadas de la Primera División 'A' de México Invierno 2001 | Sucesor: Verano 2002 |

- Datos: Q16774729